# Budapešť

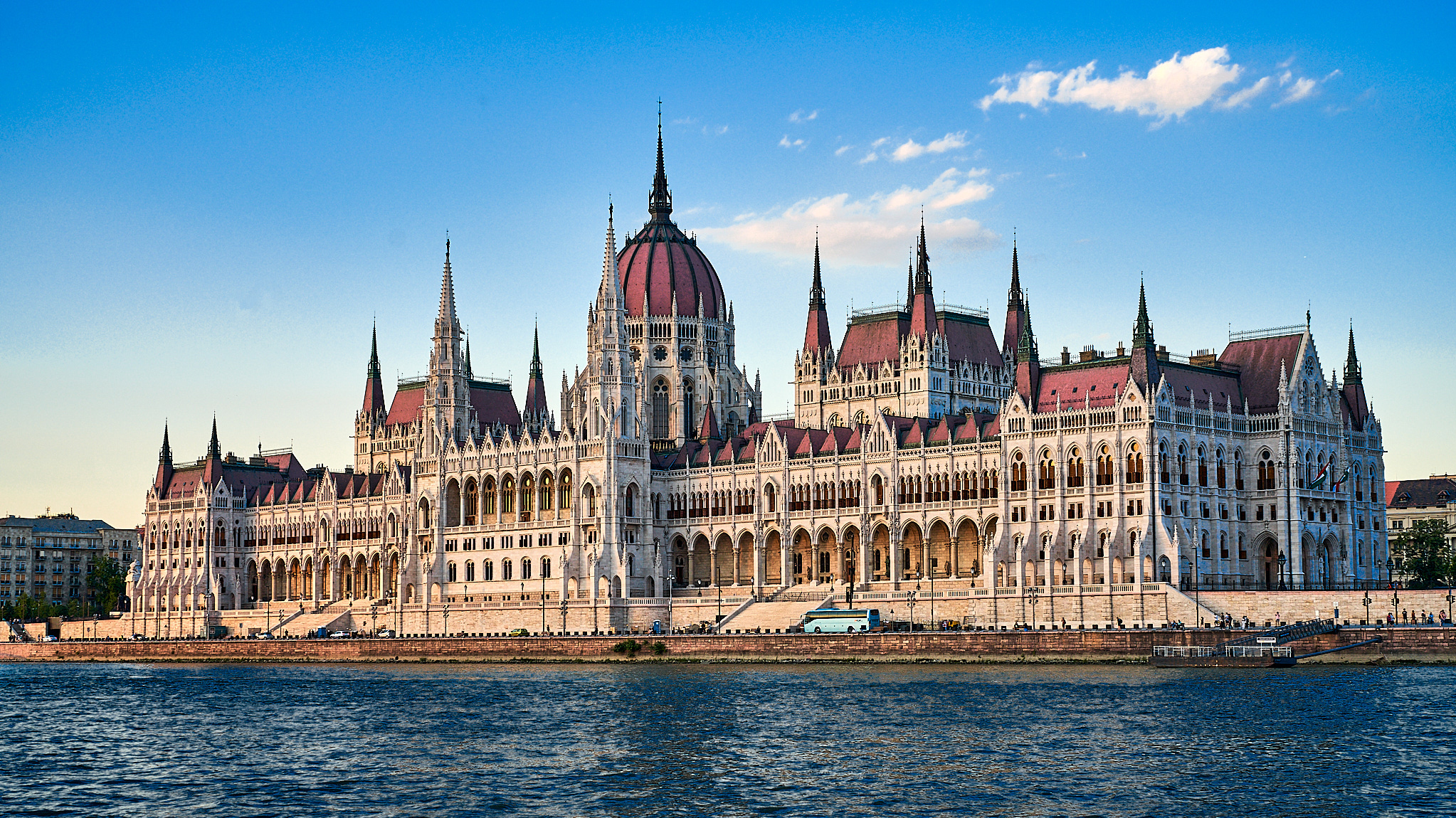
Maďarský parlament

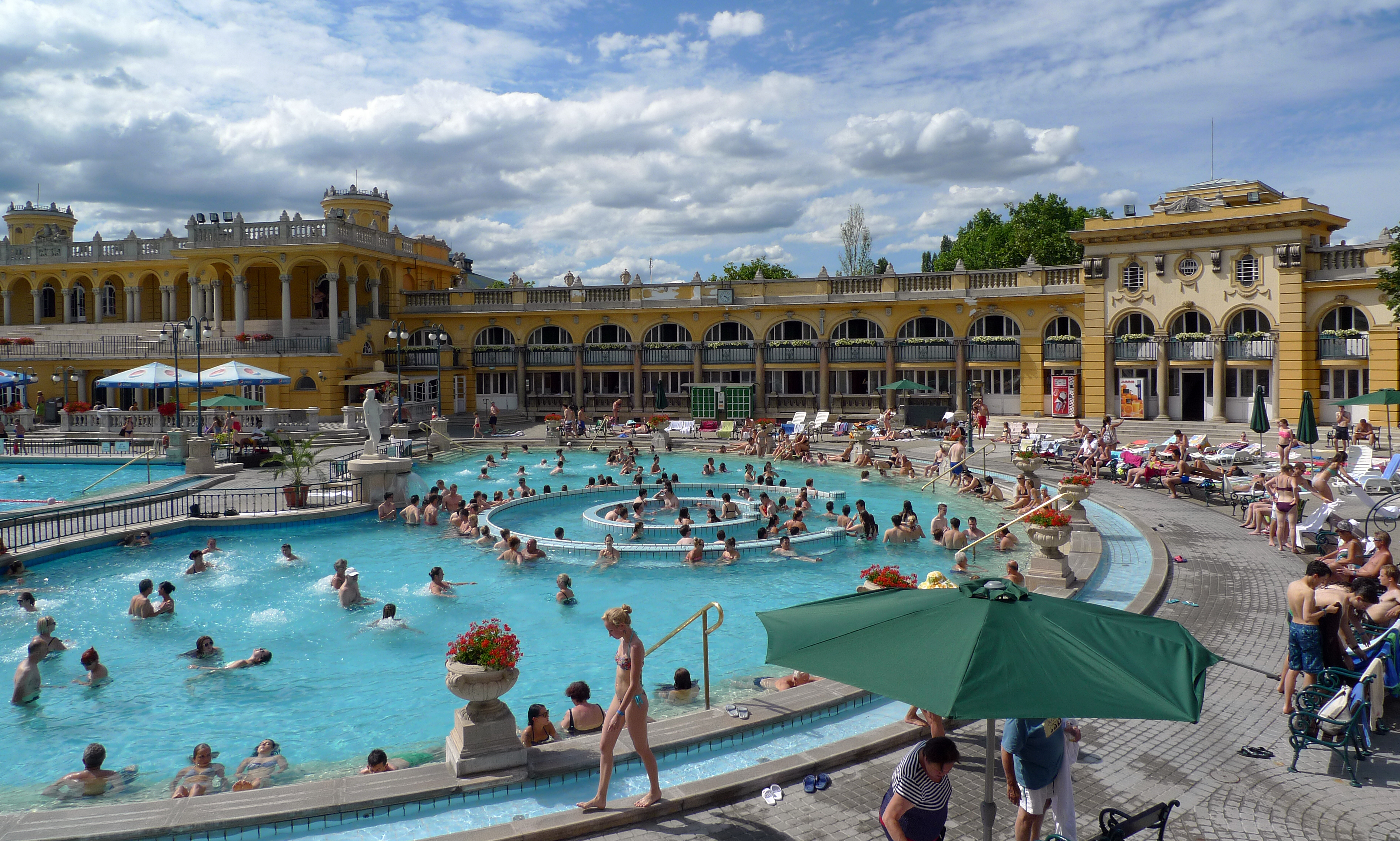
Termální lázně Széchenyi

Budapešť (maďarsky  Budapest, chorvatsky Budimpešta) je hlavní město Maďarska, hospodářské, dopravní a kulturní centrum země, 9. největší město Evropské unie. Je také správním centrem župy Pest (Pest megye). Velkoměsto vzniklé roku 1873 sloučením tří do té doby samostatných částí (Budína, Starého Budína a Pešti), se rozkládá na obou březích řeky Dunaje. Na ploše o rozloze 525 km² zde žije přibližně 1,69 milionu obyvatel, v aglomeraci pak 2,45 milionu osob. Budovy podél břehů Dunaje, Budínský hrad a Andrássyho třída jsou zapsány na seznamu světového kulturního dědictví UNESCO. Bývá někdy označována jako „Paříž východu“.
Jako hlavní město státu je Budapešť sídlem vlády a dalších národních institucí. Zde jsou oficiální sídla prezidenta republiky a předsedy vlády. Sídlí zde maďarský parlament, ministerstva, nejvyšší soud, ústavní soud, Maďarská národní banka a také některé mezinárodní organizace, jako je CEPOL (dříve Evropská policejní akademie) nebo Dunajská komise.
V roce 2002 byla více než třetina maďarského hrubého domácího produktu vytvořena v Budapešti.

## Název
Původně samostatná města Buda, Óbuda a Pešť byla spojena v jeden celek úředně v roce 1873 pod současným a tehdy novým názvem Budapešť (Budapest). Jeho iniciátorem byl István Széchenyi. Předtím bylo souměstí označováno někdy také jako Pešť-Buda, nebo jenom Pešť. Vzhledem k tomu, že většina obyvatelstva žila v Pešti, bylo právě toto označení dominantní, resp. bylo používáno i jako zkratka pro delší název.
Název Buda se používá podle pevnosti, resp. hradu (Budínský hrad), který vznikl v 11. století. Je nejasného původu a existuje k němu řada teorií. Podle první, pochází ze slova bod, resp. bud, což bylo mužské jméno, přejaté ze slova, označující původně výhonek. Podle jiných může být slovanského původu a vzniklo zkrácením jména Budivoj nebo Budimír. Podle maďarské legendy bylo město pojmenováno podle Bledy, bratra hunského vládce Attily. Rovněž může být také keltského původu a označovat vodu, neboť římská osada Aquincum měla v názvu rovněž vodu.
Název Pešť (Pest) je ještě staršího původu, pravděpodobně latinského. Z ptolemaiových map je doložen název Pession (starořecky Πέσσιον). Podle jiné teorie se jedná o název převzatý ze slovanských jazyků od slova označujícího jeskyni (пещера/peštera) nebo pec (pešt/пещ). V tomto případě by etymologie názvu byla obdobná, jako v případě kosovského města Peć. V dávné maďarštině bylo pro jeskyni používáno právě ze slovanského jazyka přejaté slovo.

## Přírodní podmínky

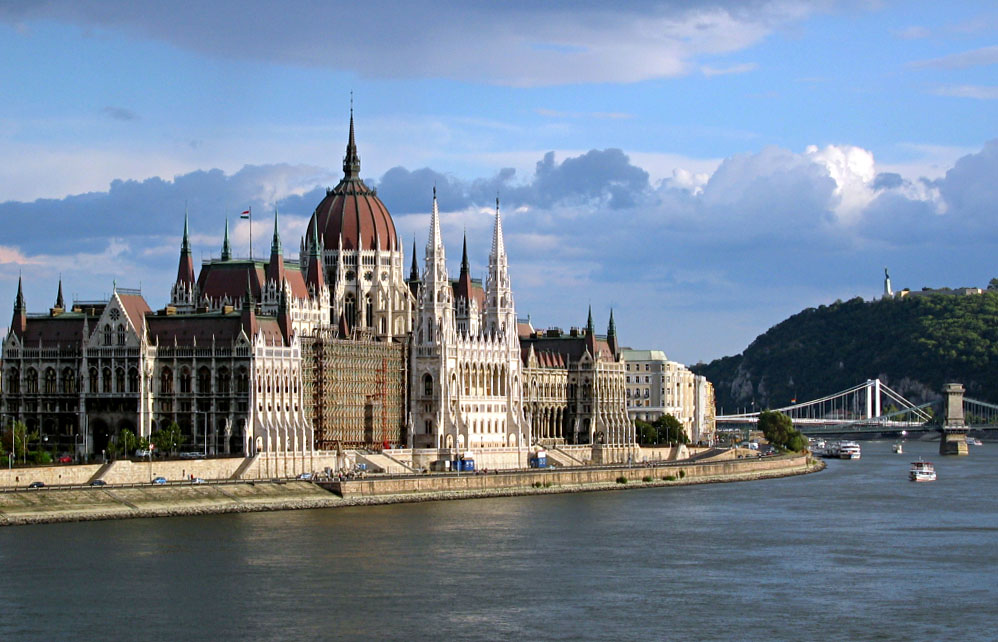
Budapešť – Parlament (Országház). Vpravo v pozadí Řetězový most a za ním Alžbětin most

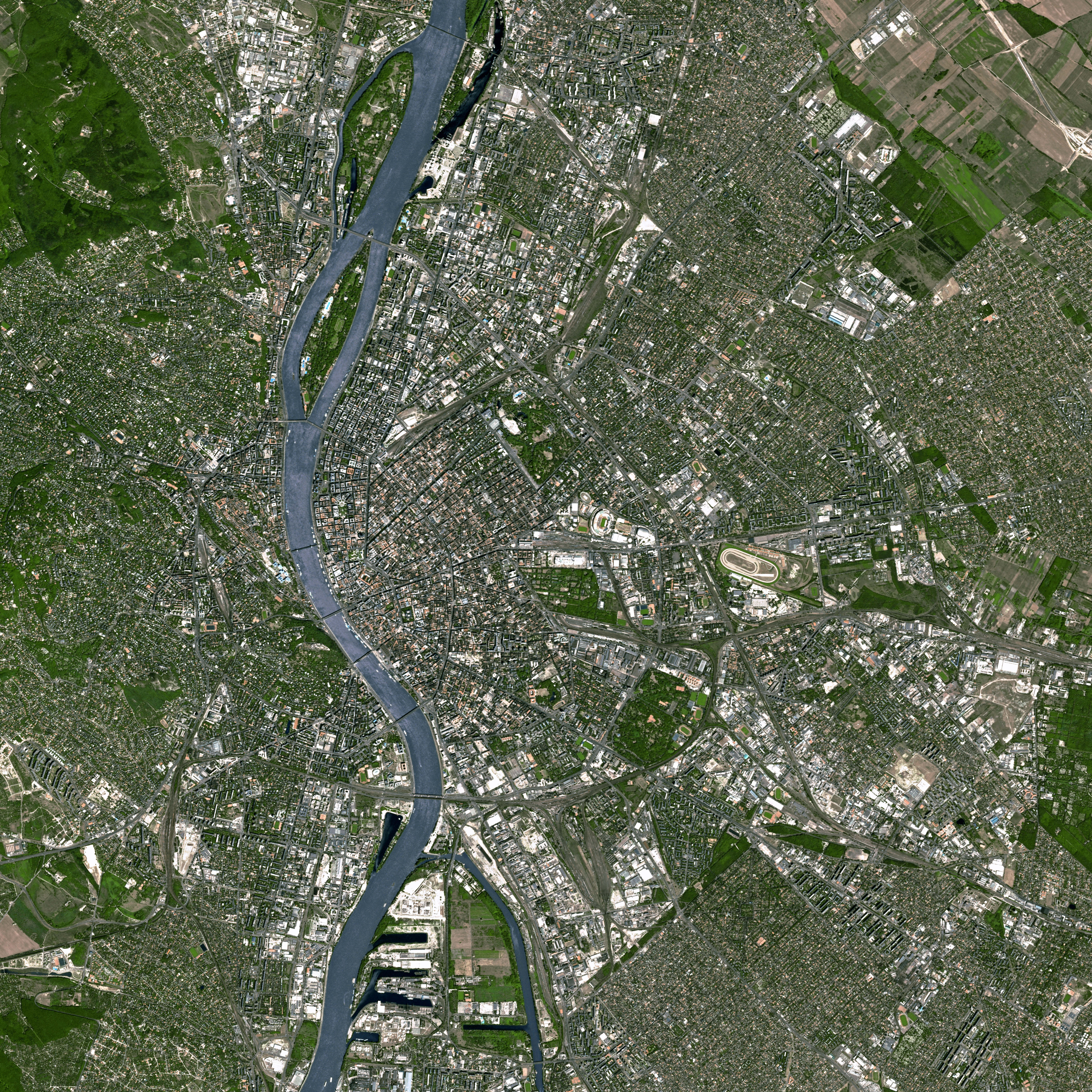
Satelitní snímek města

Budapešť je městem o rozloze 525 km2, leží na rozhraní středního a severního Maďarska, asi 40 km od hranic se Slovenskem. Území hlavního města má délku 25 km ve směru sever-jih a 29 km ve směru východ-západ.
Řeka dělí město na dvě části výrazně odlišného krajinného rázu. Zatímco levobřežní část (Pešť) se rozkládá na rovině, pravý břeh je (hlavně v severní části) značně kopcovitý – Budínské vrchy (Budai-hegység) dosahují na území města výšky až 527 m (János-hegy), což je nejvyšší vrchol území města; nejnižším místem je hladina Dunaje (98 m). Kopce jsou tvořeny vápencem, který byl v minulosti těžen a dnes se v něm nachází sítě tunelů.
Centrum města leží v nadmořské výšce 105 m. V Budínských vrších se nachází několik turisticky přístupných jeskyní (Pálvölgyi-barlang, Mátyás-barlang). Celkem 83 km2 z území města tvoří zeleň, souvislé lesy zasahující do Budapešti ze severozápadního směru jsou chráněné jako přírodní rezervace.
Hlavním přírodním bohatstvím města jsou termální prameny, díky nimž je Budapešť jedním z největších lázeňských měst světa. Využívány jsou již od předřímských časů.
Podnebí je středoevropské, mírně kontinentální. Průměrná lednová teplota je -2 °C, v červenci pak 22 °C. Roční průměrná teplota se pohybuje okolo 11 °C. Zimy zde mohou být chladné, jarní měsíce mají typicky včasnější nástup vyšších teplot díky jižnější poloze např. oproti České republice. Teploty však mohou být nižší během večera a noci. Léto je dlouhé a horké a typické jsou náhlé deště.
Roční úhrn srážek se pohybuje kolem 620 mm. Nejdeštivějším měsícem je červen s 63 mm srážek a nejméně deštivým potom únor s 29 mm. Nejvyšší množství slunečních hodin je v červenci, a to 271.

### Vodstvo
Dominantním vodním tokem je Dunaj, který protéká Budapeští od severu na jih a mírně meandruje. Šířka koryta řeky se pohybuje od cca 300 metrů ve středu města až k 650 metrům. Hloubka řeky dosahuje na některých místech až šesti metrů. Široké jsou rovněž i lužní lesy, které obklopují dále od středu města veletok. Řeka je na území města regulována vzhledem k historickým povodním v 19. století. Dunaj protéká celkem v délce 28 km, vytváří několik ostrovů; nejvýznamnější z nich jsou Markétin (Margit-sziget), který se rozkládá v centrální části města a Csepelský (Csepel-sziget), na kterém se rozkládá velká část jižní Budapešti. Hranice města probíhá jižně od Szentenderského ostrova, a tento tak již pod metropoli nepatří. Průměrný průtok Dunaje v maďarské metropoli činí 2330 m³/s. 
Na kopcovitém území Budína se nachází několik potoků, je tam však minimální počet přirozených vodních ploch a ty, které jsou existující, jsou umělého původu. Mezi největší vodní toky na budínské straně patří potok Ördög.
Na pešťské straně jsou nejvýznamnějšími potoky Szilas-patak a Rákos-patak (podle kterého se jmenuje několik čtvrtí), oba zaústěné do Dunaje.

## Dějiny města

### Doba římská

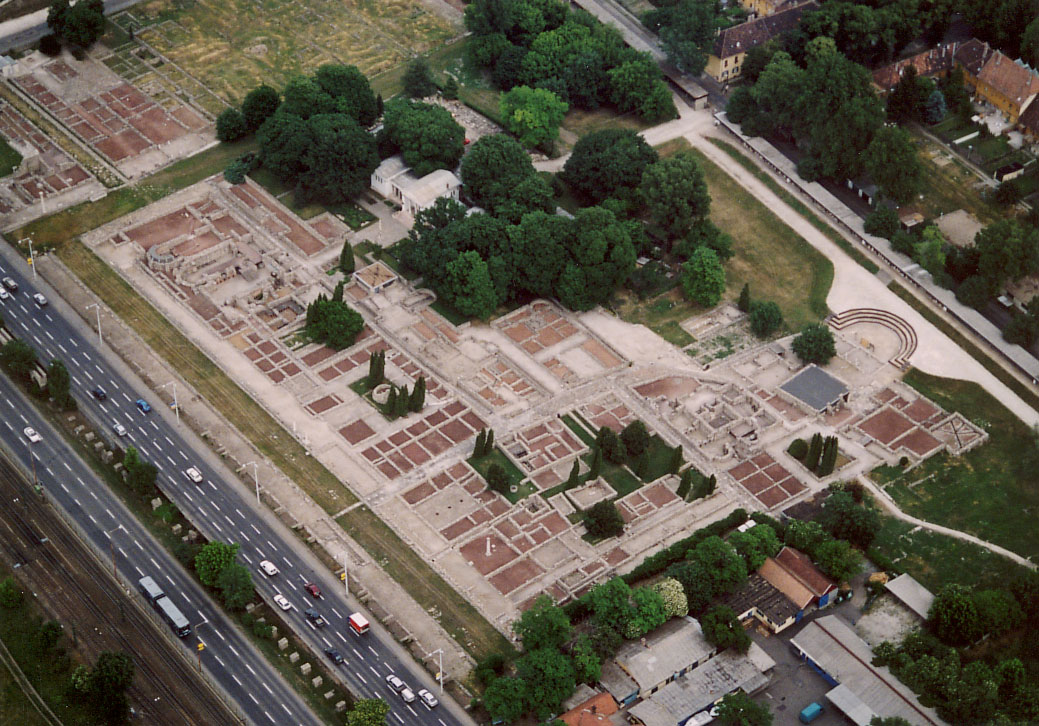
Pozůstatky římského města Aquincum

Již v 1. století př. n. l. u pramenů na úpatí Gellértova vrchu sídlili Keltové. Kolem roku 89 n. l. založili Římané severně od dnešního centra osadu Aquincum. V Aquincu byla umístěna vojenská posádka a roku 106 se stalo hlavním městem provincie Pannonia Inferior. Ve své době se jednalo o dosti velké sídlo; počet obyvatel se odhaduje na 20 000. Úpadek Římské říše a období stěhování národů znamenaly také vylidnění Aquinca. V Panonii se vystřídali Hunové, Ostrogóti, Langobardi, Avaři, Slované a nakonec počátkem 10. století se zde usadili Maďaři vedení knížetem Arpádem, který si zvolil za své sídlo dunajský ostrov Csepel.

### Středověké město

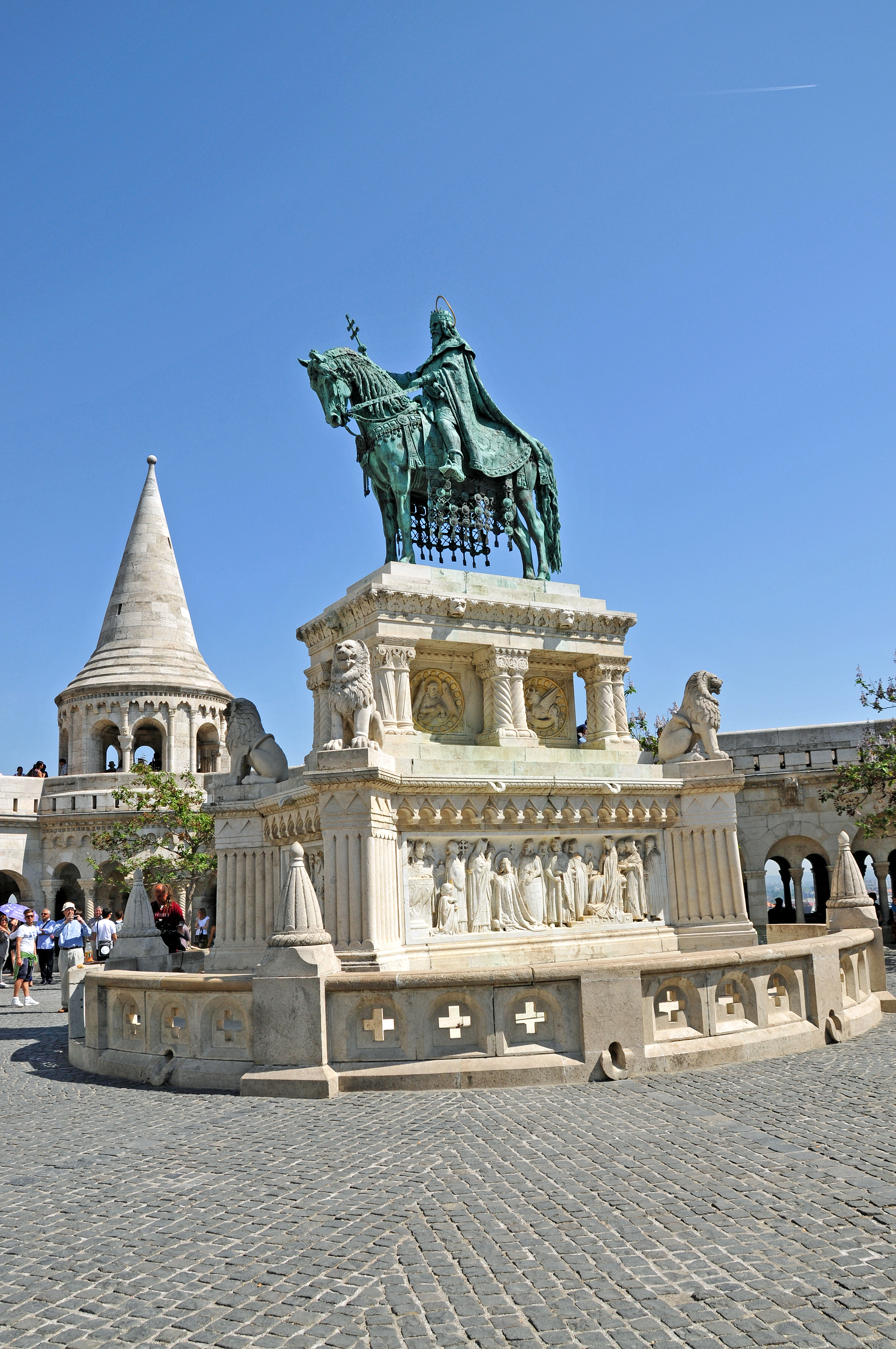
Pomník krále Štěpána před Rybářskou baštou

Když se počátkem 10. století v Panonii usadili Maďaři, stal se jedním z jejich opěrných bodů Budín (pozdější Starý Budín, maďarsky Óbuda, německy Alt-Ofen) na pravém břehu Dunaje v těsném jižním sousedství někdejšího Aquinca. V pozdějších dobách byl Budín jedním ze sídel uherských panovníků (vedle Ostřihomi (Esztergom) a Stoličného Bělehradu (Székesfehérvár). Na levém břehu se Pešť poprvé připomíná k roku 1148; samo osídlení však je zjevně již slovanského původu, jak o tom svědčí jméno („pec“). Slibný vývoj však roku 1242 narušil mongolský vpád, který zpustošil celou středovýchodní Evropu. Uherský král Béla IV. (Vojtěch IV.) poté přikázal stavět po celé zemi pevné kamenné hrady. Jedna z takových silných pevností vyrostla na vysokém kopci jižně od (Starého) Budína, dnešním Hradním vrchu (Várhegy). Od roku 1261 zde až do 16. století sídlili uherští králové. Kolem nového hradu se brzy rozrostlo město, které převzalo název staršího sídla v severním sousedství – Budín (maďarsky Buda, německy Ofen).

### Období rozkvětu

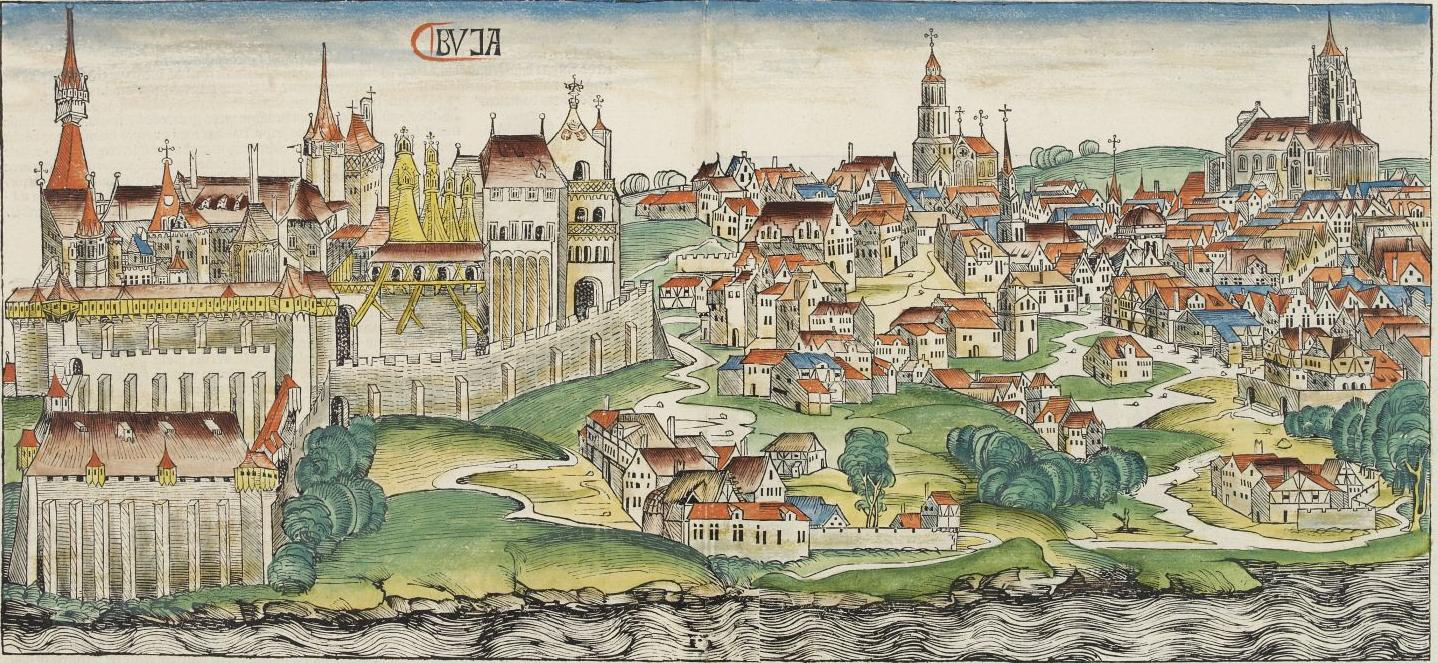
Pohled na Budín z roku 1493

Budín i Pešť vzkvétaly zejména za vlády Zikmunda Lucemburského (zřízení univerzity 1395) a Matyáše Korvína (první tiskárna 1473). Převážně na budínském hradě sídlili také v letech 1490 až 1526 čeští králové Vladislav a Ludvík. Za vlády Jagellonců čítalo budapešťské trojměstí kolem 25–30 000 obyvatel.

### Turecká nadvláda

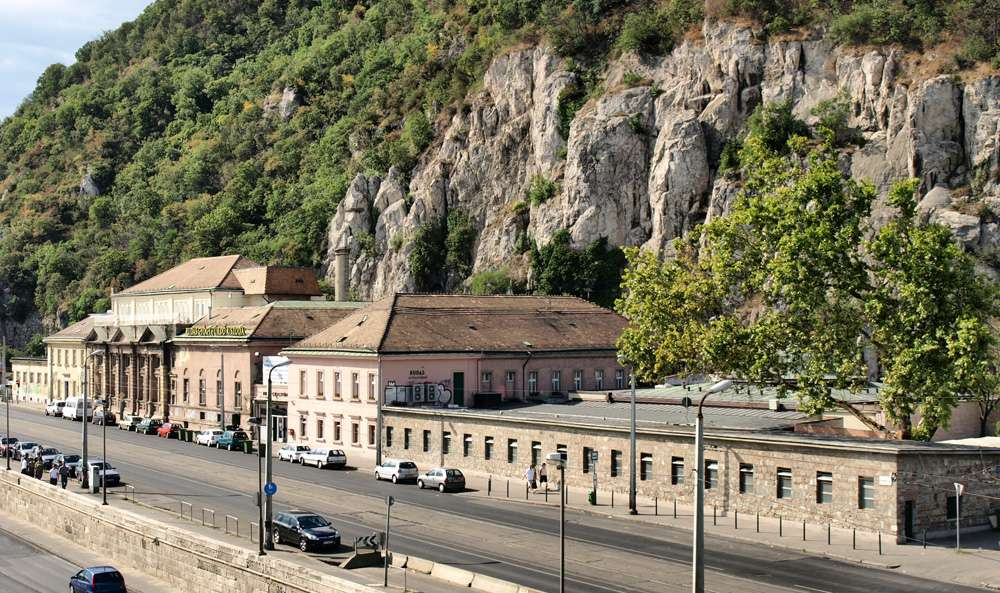
Lázně Rudas jsou jednou z dochovaných památek na osmanskou nadvládu

Po vítězství v bitvě u Moháče (Mohács) roku 1526 Turci brzy opanovali velkou část Uher. V roce 1541 byl Budín vazalem Osmanské říše a tak ho Habsburkové neúspěšně oblehli. Poté se do Budína dostali turečtí vojáci lstí a slabá obrana neměla šanci a tak zemřel malý počet lidí a město nebylo téměř poničeno. Budín se od roku 1541 na jedno a půl století z metropole uherského státu stal provinčním městem – sídlem budínského pašaliku. Řada křesťanských kostelů byla změněna v mešity či zbořena, velký počet německých a maďarských měšťanů odešel, hlavně na sever. Místo nich se v Budíně a okolí hojně usazovali Srbové, Arméni a Řekové – podrobené národy Osmanské říše. Z křesťanské Evropy do Budína uprchlo mnoho Židů, jelikož Turci byli vůči nim tolerantnější. I po Turcích je stále možné spatřit stopy – muslimským poutním místem je dodnes mauzoleum derviše Güla Baby (Gül Baba türbe) ze 40. let 16. století ve čtvrti Rózsadomb severně od hradu. Uherské lázeňství se protklo s osmanským, došlo k rozvoji nemalého počtu koupelí. Mnohé dodnes fungující lázně pocházejí ještě z časů tureckého panství.

### Pod habsburskou vládou

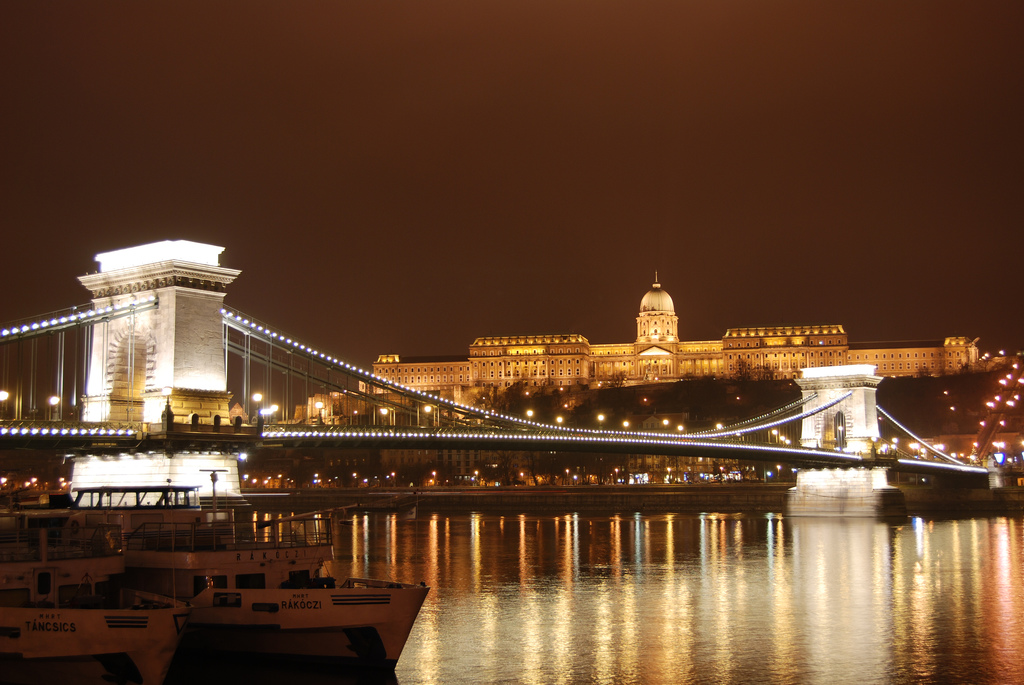
Řetězový most Széchenyi lánchíd

Roku 1686 byl Budín po těžkém šestitýdenním obléhání dobyt habsburským vojskem a většina Uher tak byla ovládnuta Habsburky. Město se z válek brzy vzpamatovalo a opět začalo růst. Do Budína byly z Bratislavy přeneseny hlavní uherské úřady. Ke konci 18. století měla tři města dohromady kolem 50 000 obyvatel, ale stále postrádala větší mezinárodní význam. Na modernizaci Pešti a Budína měl velkou zásluhu hrabě István Széchenyi – kupříkladu inicioval postavení prvního (řetězového) mostu přes Dunaj, který dnes nese jeho jméno. Na Gellértově vrchu vyrostla mohutná citadela, jejíž děla měla zastrašit[zdroj?] vzpurné Maďary. Maďaři po tzv. rakousko-maďarském vyrovnání v roce 1867 požadovali demolici Citadely. Rakouská vojenská posádka opustila pevnost až v roce 1897; tehdy byla symbolicky poškozena zeď nad hlavní bránou, vybráním zdiva do písmene V. Pešť, Budín a Starý Budín byly sloučeny 1. ledna 1873. V této době žilo v obou sjednocujících se městech 280 000 obyvatel.

### Budapešť expandující metropolí
Zejména Pešť se rychle proměnila v evropské velkoměsto soupeřící s Vídní. V celém Maďarsku neexistovalo město, které by se jí mohlo rovnat. Vyrostly široké bulváry (např. Nagykörút, Sugár út (dnes Andrássy út)) a náměstí (např. Hősök tere), významné budovy, převážně v západní části města, a předměstí se zelenými parky (např. Városliget). Velkorysá výstavba vyvrcholila roku 1896 oslavami tisícího výročí „záboru země“. Počet obyvatel Pešti během 19. století vzrostl dvacetkrát. Kromě Maďarů tvořili značnou část obyvatelstva Němci a Židé, velký byl i příliv Slováků (žilo jich  zde kolem 100.000, což paradoxně z Budapešti činilo nejslovenštější město v Uhersku ) a příslušníků jiných národností z celé země. Přibývaly nové továrny a nádraží, rozvíjela se městská doprava; Budapešť se stala hlavním dopravním uzlem v Uhersku. V roce 1910 měla Budapešť 881 000 obyvatel.

### Meziválečné období
Porážka v první světové válce a rozpad Rakousko-Uherska znamenaly těžký otřes (roku 1919 se dokonce moci v zemi nakrátko chopili komunisté a na 4 měsíce vytvořili tzv. Maďarskou republiku rad). V roce 1919 bylo město nakrátko obsazeno rumunským vojskem.
První Maďarská republika vzniklá z trosek Uherského království bylo ve své rozloze menší, zabíralo třetinu rozlohy z mnohonárodnostního uherského státu. Budapešť jako metropole velkého státu se nyní jevila poněkud zbytnělou hlavou na malém těle. Přesto však rozvoj Budapešti pokračoval. Přibývala rozsáhlá předměstí běžných činžovních domů; objevila se i hodnotná urbanistická řešení, jako Wekerleho sídliště (Wekerletelep) z 20. let. Roku 1930 překročil počet obyvatel hranici jednoho milionu. Před druhou světovou válkou žilo v hlavním městě 1,6 milionu lidí, což znamenalo 18 % obyvatel celého státu. Město se díky novým hranicím dodatečně maďarizovalo a zmizel kosmopolitní charakter, typický pro období přelomu 19. a 20. století.

### Druhá světová válka
Druhá světová válka ve městě zanechala obrovské škody. Nejen z Budapešti, ale z celého Maďarska bylo "odesláno" na podzim roku 1944, do koncentračního a vyhlazovacího tábora Auschwitz Birkenau (Osvětim Březinka), na 438 000 maďarských židů, z nichž se vrátilo zpátky jen několik desítek. V roce 1944 ustupující německá armáda vyhodila do povětří všechny mosty přes Dunaj a následujících 6 měsíců se úporně bránila na pravém břehu řeky Dunaje – především z Hradního vrchu a Citadely. Zejména Hradní čtvrť byla dělostřeleckou palbou téměř srovnána se zemí. Osvobozování města během zimy probíhalo dlouho, civilní obyvatelstvo těžce strádalo, bylo vystaveno hladu a krutým podmínkám. Pešť byla osvobozena v lednu 1945, druhý břeh Dunaje potom na začátku února. Během několika let po osvobození byly nejhorší rány zaceleny, ačkoliv například obnova mostů byla časově a hlavně finančně velmi nákladná. Město bylo dobyto Rudou armádou 13. února 1945.

### Za komunistické vlády
V roce 1950 bylo zavedeno dodnes platné správní členění města. Na podzim 1956 se právě Budapešť stala centrem povstání, které se pokusilo o odstranění komunistické moci. Lidové povstání bylo krvavě potlačeno sovětskými tanky v uličních bojích. Konsolidovaný režim Jánose Kádára od 60. let podnikl v zemi určité liberální ústupky, čímž si vysloužil přezdívku „gulášový socialismus“. Díky tomu byla Budapešť vnímána jako trochu liberálnější metropole z hlavních měst zemí RVHP. Ekonomika země se orientovala více na spotřební zboží a zajištění potřeb obyvatelstva; vznikaly nové obchodní domy (např. Skala a další). Okolí města zaplnila velmi rychle panelová sídliště (Újpest, Rákosfalva a další). Důležitým tématem byla také obnova válečných škod, především zničených mostů. Poslední z nich – Alžbětin most – byl obnoven roku 1964. Modernizován byl také i železniční uzel. Jižní nádraží např. získalo zcela novou budovu. Od 90. let 20. století potom vznikal dálniční okruh okolo města.
V polovině 80. let dosáhla Budapešť největšího počtu obyvatel (2,1 milionu); od té doby se toto číslo pomalu snižuje. Do roku 1989 byla jedním z míst, kde se potkávaly výbory RVHP.

### Přelom století
Poválečnou éru definitivně ukončily s nástupem kapitalismu, svobodné volby v roce 1990. V 90. letech 20. století a počátku 21. století byla hlavním trendem suburbanizace města, díky níž se zvýšil počet obyvatel některých okolních sídel, naopak v samotné Budapešti došlo k mírnému poklesu počtu obyvatel.
Dokončena byla ekonomická transformace, v rámci níž vzrostl drtivě sektor služeb na úkor průmyslu co do zaměstnanosti místního obyvatelstva. Stejně jako v jiných městech střední a východní Evropy i v Budapešti vyrostla nová obchodní centra, která doplnila již dobře zavedené starší obchodní domy. Mezi nová patří např. Arena Mall u Východního nádraží nebo WestEnd City Center u západního nádraží.
Od roku 2011 má maďarská metropole současnou vlajku. Původní barvy města (červená, žlutá a modrá) jsou stejné jako národní barvy sousedního Rumunska a nebyly považovány proto za dostatečně reprezentativní[zdroj?] pro hlavní město maďarského státu. Na počátku 21. století došlo rovněž k přejmenování řady místních názvů tak, aby byl zdůrazněn jejich národní charakter. Jednalo se o jinou vlnu změn názvů, než byla v roce 1990 po pádu komunistického režimu. Moskevské náměstí tak bylo přejmenováno na Széll Kálmán tér a Lidový stadion (maďarsky Népsztadion) na Stadion Ference Puskáse.
V roce 2015 byla otevřena čtvrtá linka metra. V rámci toho byl modernizován veřejný prostor v oblasti nových stanic, např. před východním nádražím nebo na budínském nábřeží Dunaje. 

## Obyvatelstvo

### Počet obyvatel

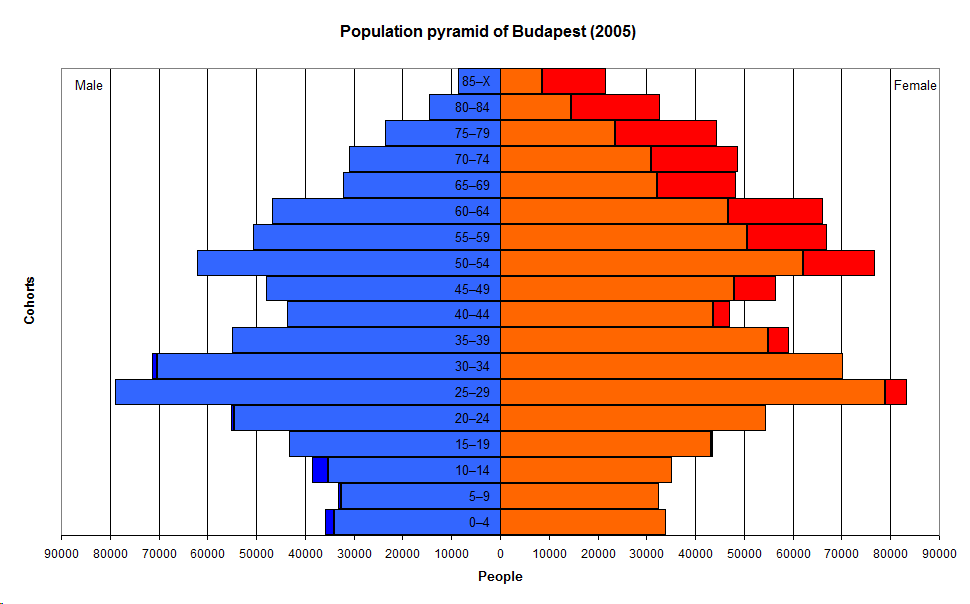
Populační pyramida metropole.

Počet obyvatel Budapešti činil k 1. lednu 2011 celkem 1 733 685 osob, což po téměř třech desetiletích poklesu v důsledku klesajícího přirozeného úbytku a zvyšující se imigrace opět roste. Od svého minima v roce 2007 počet obyvatel vzrostl o téměř 40 000. V rozsáhlejší aglomeraci, kterou zahrnuje celá řada dalších měst, které nebyly v roce 1950 připojeny k metropoli, žilo k 1. lednu 2010 přes dva a půl milionu obyvatel. Vlivem suburbanizace počet obyvatel předměstských oblastí roste, především severně a severozápadně od města. Trend pokračoval i v 3. dekádě 21. století. Obyvatelstvo Budapešti také stárne; v roce 2011 bylo jen 17 % obyvatel velkoměsta mladších 19 let, zato počet obyvatel starší šedesáti let tvořil celou jednu čtvrtinu Budapešťanů.

### Migrace
V roce 2001 bylo 46,3 % obyvatel Budapešti rodilých a 48,8 % obyvatel metropole se přistěhovalo z ostatních maďarských regionů. Zbytek potom na přistěhovalé ze zahraničí. Nejvíce se sestěhovává do Budapešti obyvatel z Pešťské župy a dále ze župy Szabolcs-Szatmár-Bereg.

### Národnostní a náboženské poměry
Z hlediska jazykového i národnostního je obyvatelstvo relativně homogenní (tj. maďarské), avšak za posledních dvacet let se výrazně zvýšil podíl zahraničních státních příslušníků a Romů, přičemž cizinci a Romové představují 4,4 % a druzí uvedení 4,6 % z celkového počtu obyvatel hlavního města. V budapešťské aglomeraci žilo k 1. lednu 2010 celkem 2 524 697 lidí (více než čtvrtina celkové populace země). 29 % obyvatel Budapešti se hlásí k Římskokatolické církvi, 1,9 % k luteránství, 22,9 % k žádné náboženské organizaci nebo církvi a zhruba třetina budapešťanů na tuto otázku ve sčítání lidu neodpověděla. V závěru 80. let 20. století se k Římskokatolické církvi hlásilo okolo 60 % obyvatel.

## Ekonomika
Budapešť je přirozeným hospodářským centrem Maďarska. Město se podílí 39 % na celkovém HDP země. Parita kupní síly v Budapešti dosahuje 147 % průměru EU (tj. 37 632 eur). Budapešť také patří mezi 100 nejvýkonnějších měst na světě podle měření společnosti PricewaterhouseCoopers. V žebříčku Worldwide Centres of Commerce Index byla označena za 52. nejvýznamnější centrum obchodu na světě, a to před Pekingem, São Paulem nebo Šen-čenem.

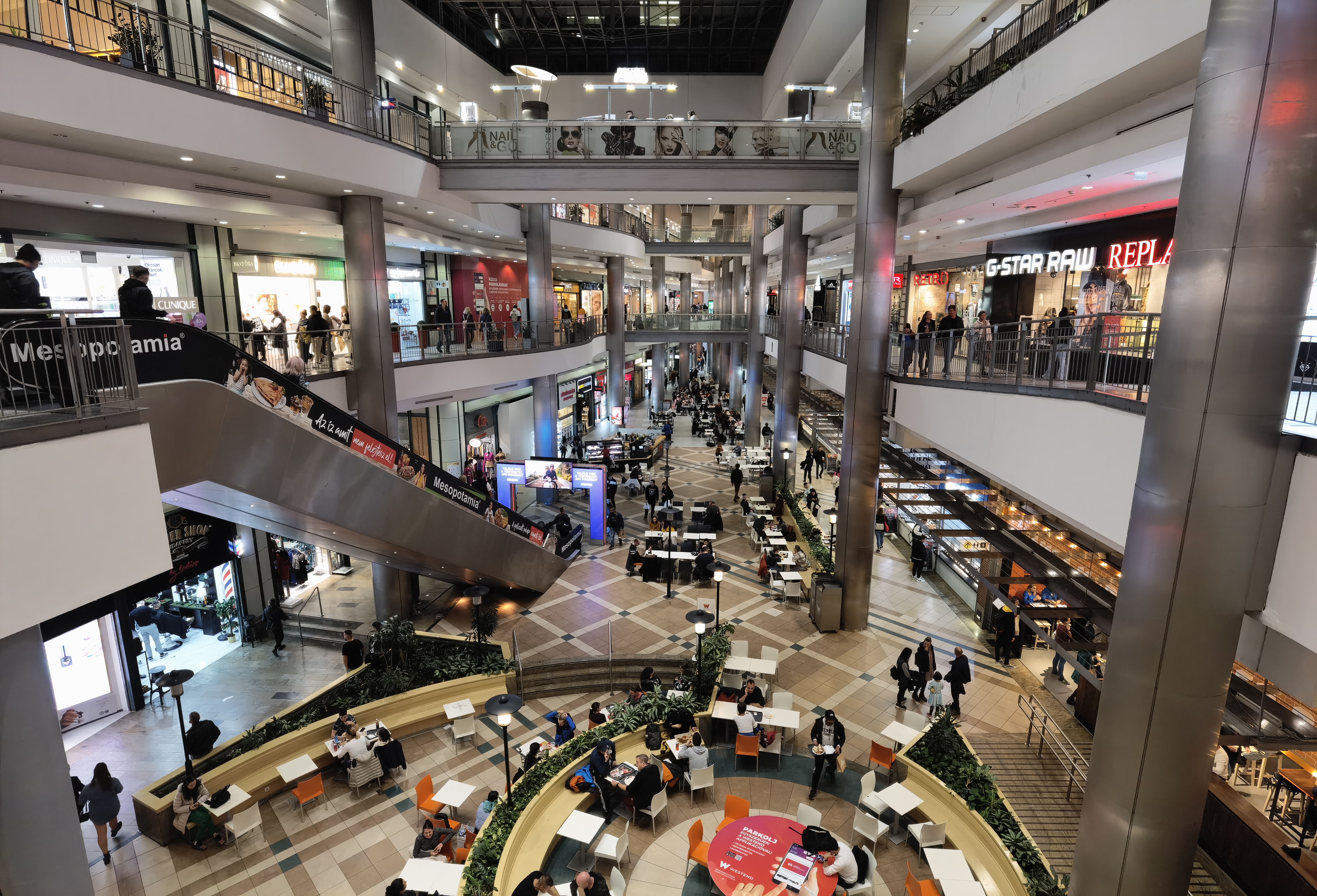
Obchodní centrum WestEnd

Město je významným centrem bankovnictví a finančnictví, realit, maloobchodu, obchodu, dopravy, cestovního ruchu, nových i tradičních médií, reklamy, právních služeb, účetnictví, pojišťovnictví, módy a umění v Maďarsku i v regionu. V Budapešti sídlí nejen téměř všechny národní instituce a vládní úřady, ale také mnoho domácích i mezinárodních společností. V roce 2014 bylo v maďarské metropoli registrováno 395 804 právnických osob. Většina těchto subjektů má sídlo v budapešťské centrální obchodní čtvrti, v V. a XIII. obvodu. Obchodní centra WestEnd City Center o rozloze 186 000 m2 a Arena Plaza o rozloze 180 000 m2 patří k největším v celém regionu. Průmysl je zastoupen rozsáhlými závody na Csepelském ostrově na jižním okraji.
Míra nezaměstnanosti je v Budapešti zdaleka nejnižší v rámci Maďarska, činila 2,7 %. Kromě toho zde pracuje mnoho tisíc cizinců. Významný je zde z hlediska ekonomiky také turismus, neboť Budapešť patří mezi 25 nejnavštěvovanějších měst světa, metropoli každoročně přivítá více než 4,4 milionu zahraničních návštěvníků. Má hodnocení nad 96 % na portálu Tripadvisor. V hlavním městě se kromě kompletního sortimentu hotelů nachází mnoho kongresových center a tisíce restaurací, barů, kaváren a míst pro pořádání večírků. Město se v roce 2010 umístilo v žebříčku kvality života EIU jako nejpříjemnější město pro život ve střední a východní Evropě. Z 227 měst se umístilo v roce 2022 na 180. místě z hlediska ceny životních nákladů.
Jako významná turistická destinace se zde turistický ruch podílí značným způsobem na hospodářské aktivitě. Do roku 2010 Budapešť navštěvovaly zhruba 2 miliony turistů ročně, poté se toto číslo postupně zvyšovalo až na 4 miliony v roce 2019 a po pandemii nemoci Covid-19 dosáhlo v roce 2022 opět tří milionů návštěvníků. Budapešť je dle výzkumu společnosti Mastercard 32. nejnavštěvovanější město na světě. Vysoký počet návštěvníků nicméně znamená i riziko overtourismu, např. v noci nebo v exponovaných lokalitách. Některé části města se mění na party čtvrti, které jsou u návštěvníků oblíbené, což znamená nespokojenost místních obyvatel.

## Samospráva
Od roku 1873 je Budapešť samostatným městem, v jehož čele stojí primátor (Gergely Karácsony od roku 2019). Město má svoji radu, která je kolektivním orgánem řídícím město a dále zastupitelstvo, kde jsou jednotliví jeho členové volení na pět let. Kromě toho má každý z třiadvaceti budapešťských obvodů vlastní radnici a přímo volené zastupitelstvo a přímo voleného starostu obvodu. Občané Budapešti volí primátora, starosty obvodů a zastupitelské orgány obvodů během voleb do místních samospráv. Primátor a starostové obvodů jsou voleni přímo, stejně jako ve všech ostatních městech a obcích prostým většinovým systémem. Zastupitelé jednotlivých obvodů jsou voleni smíšeným volebním systémem platným pro obce s počtem obyvatel nad deset tisíc.

### Územněsprávní členění
Z hlediska správního je Budapešť rozdělena do 23 obvodů (kerületek, jednotné číslo kerület) označených římskými číslicemi. Číslování jde přibližně ve směru hodinových ručiček od středu k okraji města. Toto rozdělení pochází z roku 1950. Tehdy bylo zřízeno 22 obvodů, ale později vznikl ještě obvod XXIII. vyčleněním z obvodu XX. Budapešť jako hlavní město (főváros) Maďarska je jednou ze 40 územněsprávních částí země (19 žup + 20 statutárních měst + hlavní město). Primátorem Budapešti byl od roku 2010 do roku 2019 István Tarlós. Od roku 2019 jím je Gergely Karácsony.
| č.     | obvod                         | obyvatel |
| ------ | ----------------------------- | -------- |
| I.     | Várkerület                    | 25 214   |
| II.    | Lipótmező                     | 89 514   |
| III.   | Óbuda-Békásmegyer             | 127 542  |
| IV.    | Újpest                        | 100 274  |
| V.     | Belváros-Lipótváros           | 27 913   |
| VI.    | Terézváros                    | 42 614   |
| VII.   | Erzsébetváros                 | 61 357   |
| VIII.  | Józsefváros                   | 80 226   |
| IX.    | Ferencváros                   | 60 323   |
| X.     | Kőbánya                       | 77 600   |
| XI.    | Újbuda                        | 138 660  |
| XII.   | Hegyvidék                     | 58 203   |
| XIII.  | Angyalföld                    | 58 203   |
| XIV.   | Zugló                         | 117 678  |
| XV.    | Pestújhely                    | 83 287   |
| XVI.   | Árpádföld                     | 69 507   |
| XVII.  | Rákosmente                    | 78 812   |
| XVIII. | Pestszentlőrinc-Pestszentimre | 94 564   |
| XIX.   | Kispest                       | 62 572   |
| XX.    | Pesterzsébet                  | 64 313   |
| XXI.   | Csepel                        | 78 677   |
| XXII.  | Budafok-Tétény                | 51 051   |
| XXIII. | Soroksár                      | 20 626   |

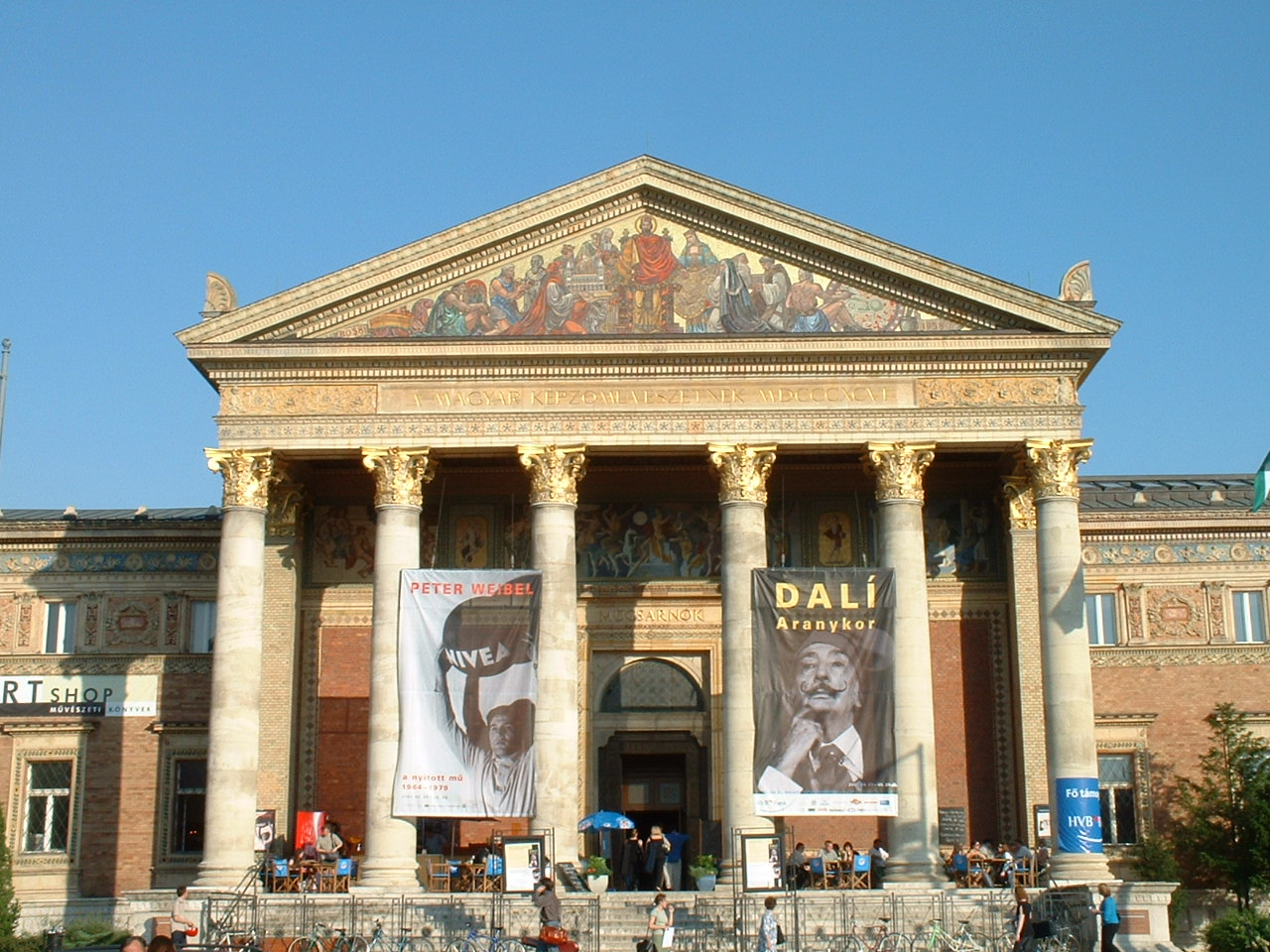
Palác umění

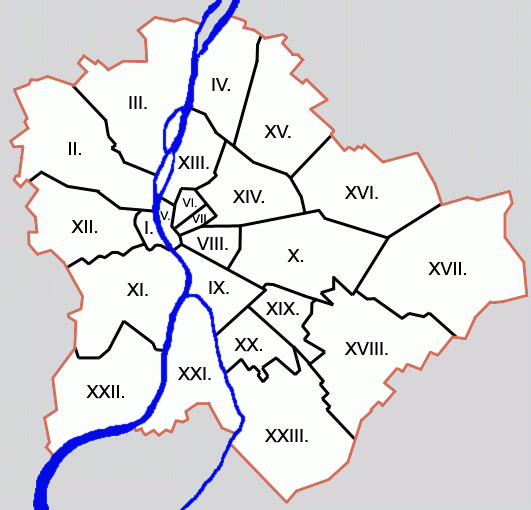
Územněsprávní členění

Dále aglomerace Budapešti zahrnuje i mnoho měst, která jsou však považována za samostatná. Patří k nim Biatorbágy, Budakalász, Budakeszi, Budaörs, Diósd, Dunakeszi, Dunaharaszti, Érd, Fót, Göd, Gyál, Gyömrő, Halásztelek, Kerepes, Kistarcsa, Maglód, Pécel, Pomáz, Pilisvörösvár, Százhalombatta, Szigethalom, Szigetszentmiklós, Tököl, Törökbálint a Vecsés. Součástí aglomerace jsou i obce Alsónémedi, Budajenő, Csömör, Ecser, Felsőpakony, Mogyoród, Nagykovácsi, Nagytarcsa, Páty, Pilisborosjenő, Pilisszentiván, Pusztazámor, Remeteszőlős, Solymár, Tárnok, Telki, Taksony a Üröm.

## Doprava

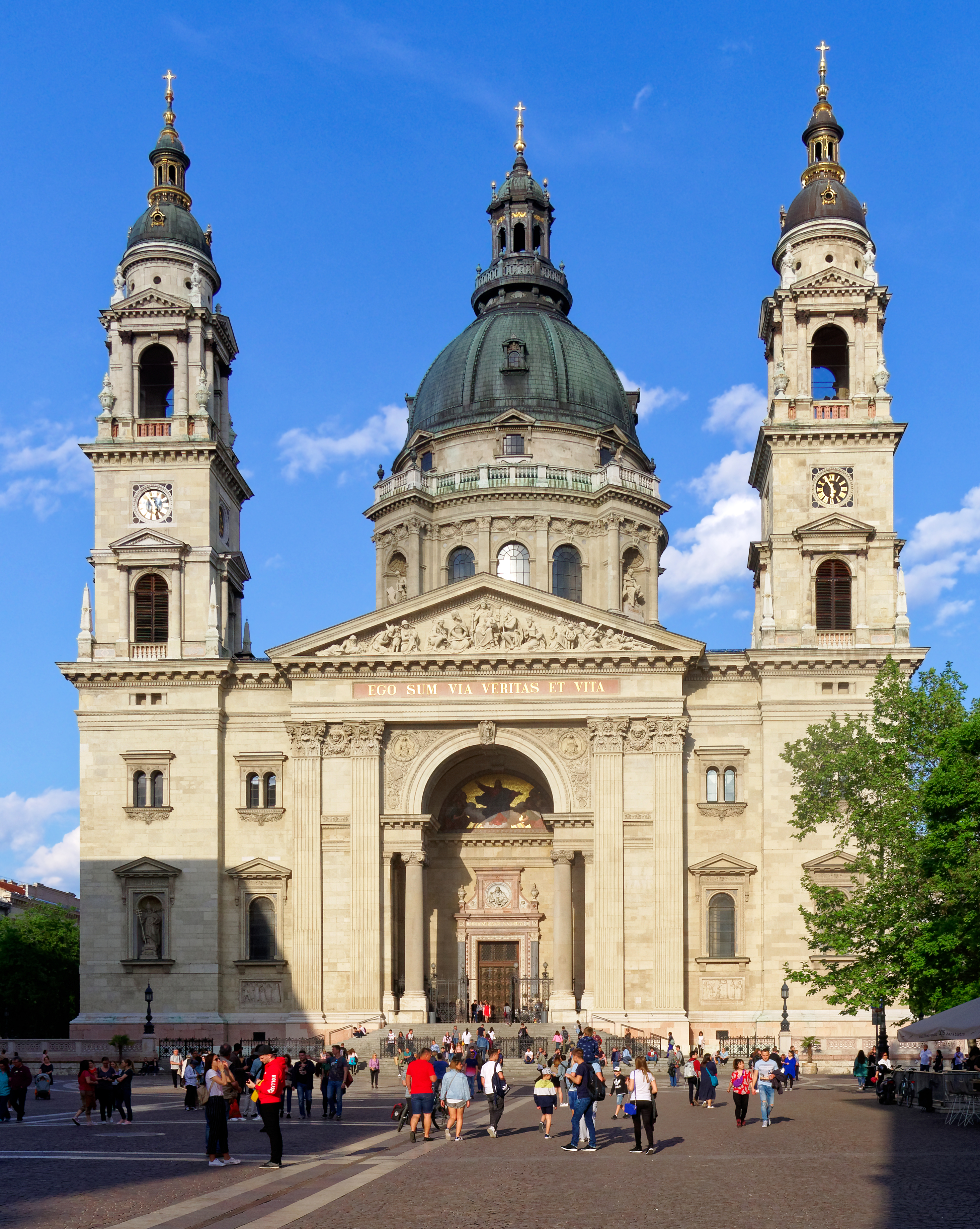
Bazilika sv. Štěpána

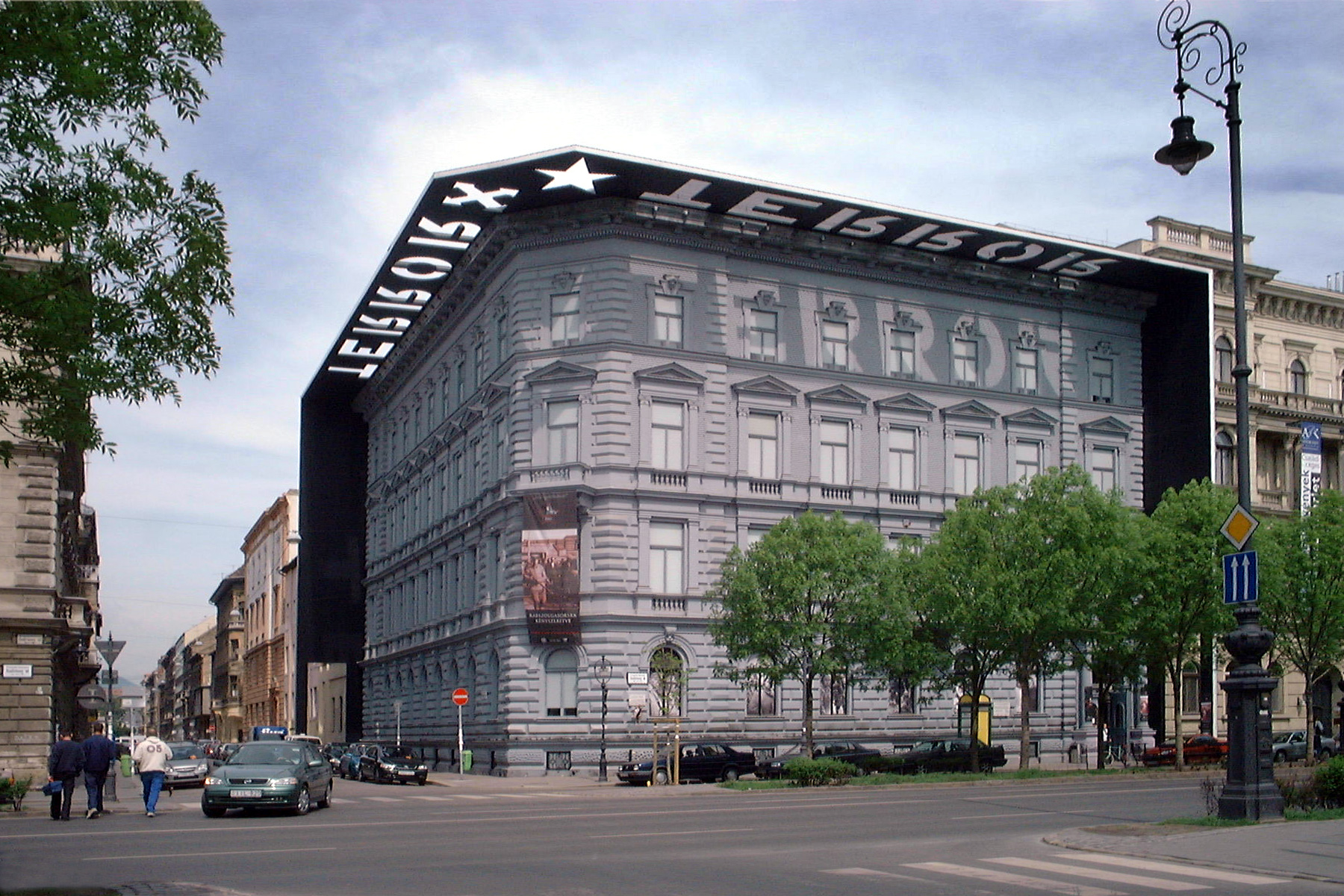
Terror Háza – muzeum v někdejším sídle Šípových křížů a komunistické tajné policie

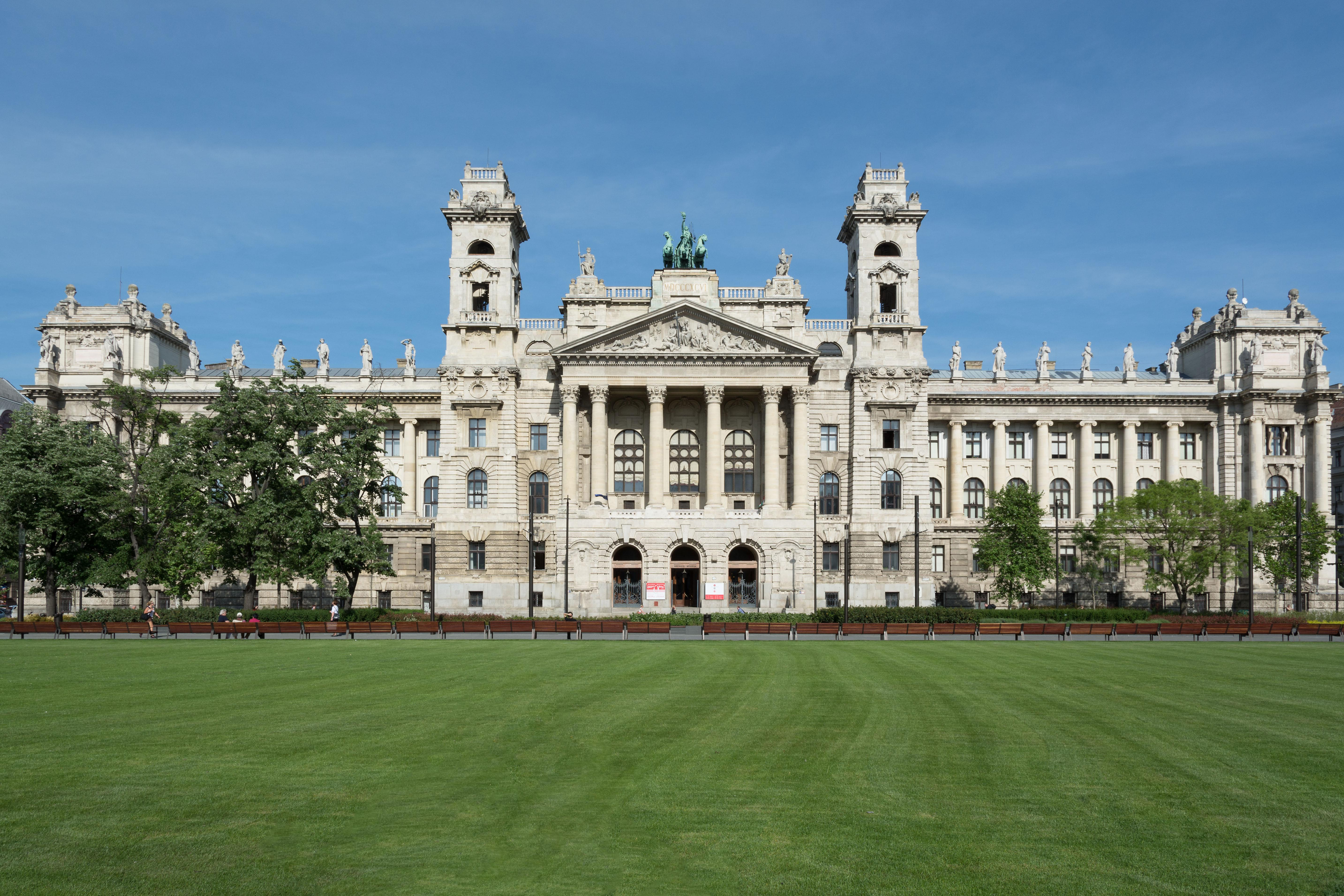
Etnografické muzeum

Budapešť je hlavní dopravní křižovatkou Maďarska. Sbíhají se sem téměř všechny dálniční, hlavní silniční a železniční tahy v zemi. Stojí zde mezinárodní letiště, je zde bohatá síť veřejné městské dopravy. Město je 130. z celosvětového srovnání dopravních zácp (TomTom Trafic Index). Maďarská silniční i železniční síť je vysoce centralizovaná právě v Budapešti, což vytváří přítomnost velkého množství tranzitní dopravy. 
Oba břehy Dunaje zde spojuje 9 silničních a 2 železniční mosty. Nejstarší a nejznámější je Széchényiho most (Széchenyi lánchíd) z roku 1849.. Mezi další mosty v centru města patří Markétin most, Alžbětin most a ocelový Most Svobody (maďarsky Szabadság híd). Rákócziho silniční most na jižním okraji města představuje součást městského okruhu a doplňuje jej rovněž i železniční most, v roce 2022 přestavěný.

### Silniční
Uliční síť byla budována plánovaně od okamžiku rychlého rozvoje metropole v druhé polovině 19. století. Vznikly velké bulváry a široké třídy, které z centra města směřují k jeho okrajům. Myšlenka vídeňské Ringstrasse zde nebyla zrealizována kvůli odlišným představám místních urbanistů i geografickým podmínkám. Ty doplňují okružní třídy. Na Budínské straně odpovídá silniční síť více přirozené podobě terénu. 
Hlavní autobusové nádraží je Stadiónok; v okrajových částech Budapešti je několik dalších terminálů pro regionální dopravu (např. u Arpádova mostu, v sadech Népliget apod.)
Dlouhodobě je po etapách budován dálniční okruh kolem města (M0); zprovozněno je zatím přibližně 75 % okruhu. Jeho vznik předvídal územní plán Budapešti z roku 1989.
Z Budapešti se paprskovitě rozbíhají hlavní silniční i dálniční tahy do celého Maďarska a sousedních zemí. Na severozápad dálnice M1: Budapešť - Tatabánya - Győr - Vídeň; na severovýchod Dálnice M3: Budapešť - Hatvan - Gyöngyös; na jihovýchod dálnice M5: Budapešť - Kecskemét - Segedín; na jih dálnice M6: Budapešť - Dunaújváros - Pécs; na jihozápad dálnice M7: Budapešť - Balaton - Nagykanizsa -Záhřeb. V parčíku na západním předpolí Řetězového mostu (na náměstí Clark Adám tér) stojí kuriózní[zdroj?] pomník – symbolický „nultý“ kilometr maďarské silniční sítě.

### Železniční
Budapešť je přirozeným centrem železniční dopravy v celém Maďarsku a byla tak i v dávných Uhrách. Hlavní nákladní tahy v této době směřovaly z dnešního Rumunska přes Budapešť do Vídně, dále potom bylo klíčové spojení uherské metropole s významným přístavem Fiume (dnes Rijeka). Značné vytížení mělo rovněž i spojení s oblastí dnešního východního Maďarska a Slovenska.
První železniční trať Budapešť – Vác byla uvedena do provozu v roce 1846. V Budapešti je sedm větších nádraží a několik desítek vlakových zastávek. Každé z trojice nejvýznamnějších nádraží nese název podle směru, kterým je z něho vypravována většina vlaků, tj. Nyugati (Západní), Keleti (Východní) a Déli (Jižní). Uvedená nádraží jsou hlavová. Kromě toho se v Budapešti nachází čtyři stanice s klíčovou rolí v železniční nákladní dopravě (Kelenföld, Ferencváros, Kőbánya horní nádraží a Rákosrendező). Osobní doprava do železniční stanice Józsefváros byla ukončena v roce 2005.
Celková délka železničních tratí na území metropole Maďarska dosahuje 121 km. Hustota sítě není rovnoměrná; vzhledem k hornatému terénu nejsou žádné železniční trati v severozápadní části města. Budapešťský železniční uzel překračuje Dunaj po dvou mostech, a to po mostě Északi összekötő vasúti híd a Déli összekötő vasúti híd (severní a jižní spojovací most.
Místní železnice (HÉV) spojuje Budapešť s několika blízkými městy a okrajovými částmi města, např. Szentendre, Gödöllő, Csepel a Ráckeve. Její trasy jsou soustředěné hlavně (ale ne zcela) podél toku Budapešti. Příměstská železnice potom s řadou dalších měst v okolí. V roce 2016 přepravila 81,2 milionu cestujících.

### Lodní
Budapešť je významným říčním přístavem na Dunaji, spojujícím střední Evropu s Černým mořem. Hlavní nákladní přístaviště se nachází v jižní části města na ostrově Csepel. Jedná se o přístav na mezinárodní vodní cestě (na Dunaji), ještě v druhé polovině 20. století se podílel 8 % na celkovém importu zboží do maďarské metropole.
Osobní lodě kotví v centru Pešti – „rakety“ spojující Budapešť s Vídní u Bělehradského nábřeží (maďarsky Belgrád rakpart), lodě do Visegrádu a Ostřihomi (Esztergom) na nábřeží u Reduty (Vigadó). Lodní doprava je rovněž provozována jako součást budapešťské městské dopravy.
Během festivalu Sziget jsou vypravovány mimořádné lodní spoje.

### Letecká
Letiště Ference Liszta Budapešť (Budapest Liszt Ferenc Nemzetközi Repülőtér) je situováno na samém jihovýchodním okraji města, asi 14 km od centra. Má tři terminály: Ferihegy 1 (v 2. dekádě 21. století byl rekonstruován), Ferihegy 2A (především lety domácí společnosti Malév) a Ferihegy 2B (většina ostatních aerolinií). Letiště odbavilo v roce 2019 16 milionů cestujících a v roce 2020 čtyři miliony. V roce 2023 bylo zvoleno za nejlepší evropskými cestujícími.

### Městská doprava

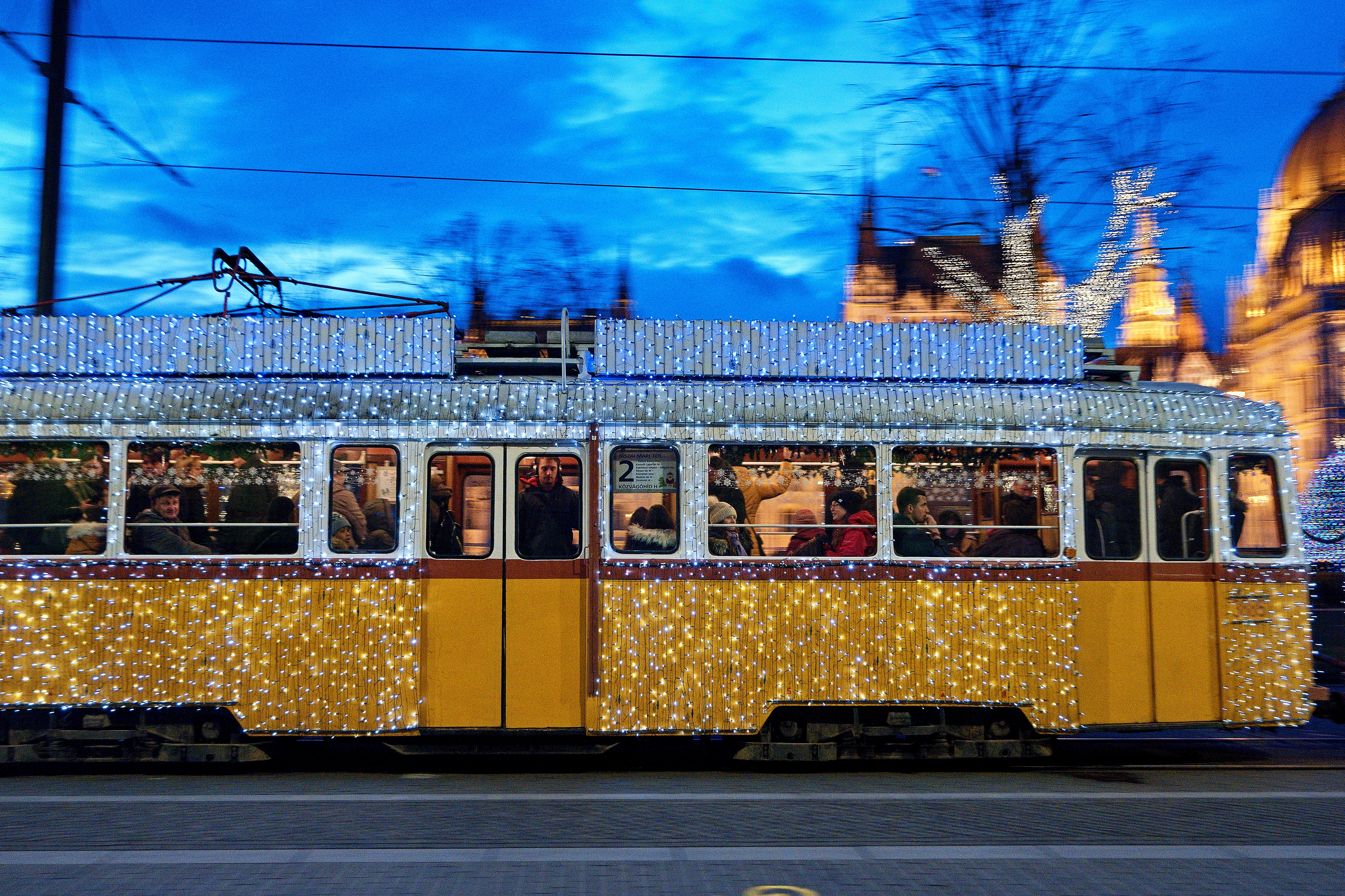
Tramvaj číslo 2 na trase u parlamentu v Budapešti

Budapešť má hustou a kvalitní síť městské hromadné dopravy. Dopravní prostředky jsou následující:
- Metro v Budapešti sestává v současné době ze čtyř tras. Metro v Budapešti je hlavní a páteřní sítí celé budapešťské MHD. Má čtyři linky (M1, M2, M3, M4), které jsou v běžném hovoru nazývány spíše svými barvami – žlutá, červená, modrá a zelená linka. Nejstarší z nich (a zároveň nejstarší na evropském kontinentu) – M1 žlutá – se nazývá „Földalatti Vasút“ (podzemní dráha), ostatní linky nesou název „METRO“. První byla postavena při příležitosti 1000. výročí příchodu Maďarů do vlasti; další dvě linky vznikly sovětskou technologií v 70. letech 20. století a čtvrtá linka byla postavena v 21. století. Výhledově má být přestavbou linek sítě HÉV zrealizována i pátá.[59]
- Autobusy zajišťují dopravu na celém území města, téměř výhradně pak v kopcovitých čtvrtích na západě. Od roku 2015 má Budapešť v provozu i hybridní autobusy.[53]
- Tramvaje obsluhují v podstatě celé město (od roku 1887[60]), především pak jeho střed a některá okrajová sídliště v Pešti. Některé její linky patří k nejvytíženějším v Evropě, v roce 2021 se jednalo o nejvytíženější tramvajovou síť v Evropě.[61]
- Trolejbusová doprava doplňuje výše zmíněné druhy dopravy.

- Výletní atrakcí v Budínských vrších je ozubnicová dráha (Fogaskerekű vasút) a Dětská železnice (Gyermekvasút). Do systému MHD v Budapešti patří i pozemní lanovka z Budínského předmostí Széchényiho mostu, z náměstí Clark Adám tér na budínský hrad. Tramvaj číslo 2 na trase u parlamentu v Budapešti

### Cyklistická doprava

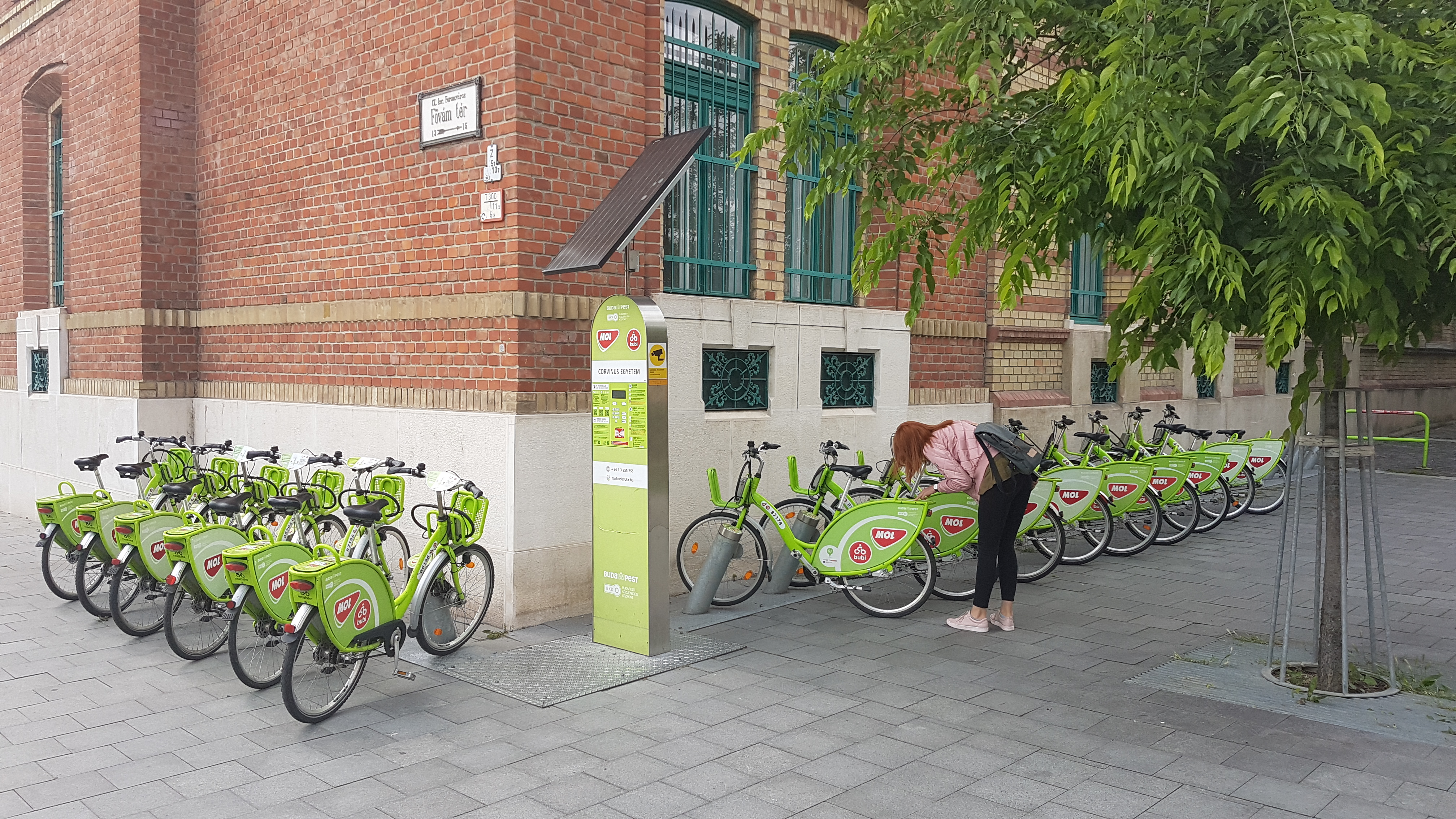
Místo k zapůjčení kol Rent a Bike v Budapešti.

V Budapešti také funguje systém sdílení městský kol – BuBi. V současné době si mohou zájemci vypůjčit na 1 526 kol ze 126 stanovišť. Jedno kolo váží 25 kg a je vybaveno malým košem na tašku a zámkem. Město vychází vstříc také turistům a občasným zájemcům – dá se vypůjčit přímo na stanovišti, které akceptuje kreditní kartu. Půjčení je možné snadno zařídit přes mobilní aplikaci pro Android , zaplatit lze i platební kartou. Využití cyklistické dopravy se pohybuje mezi 1–2 % všech cestujících po městě. Délka cyklostezek nebo cyklopruhů zde dosahuje zhruba 200 km, často se konají protesty za zlepšení podmínek pro cyklisty. Výhledově má být vybudována cyklostezka směrem k Blatenskému jezeru. Město mělo v roce 2018 do této sítě zapojeno přes 1500 jízdních kol a k dispozici přes 120 distribučních stanic.

## Školství a věda

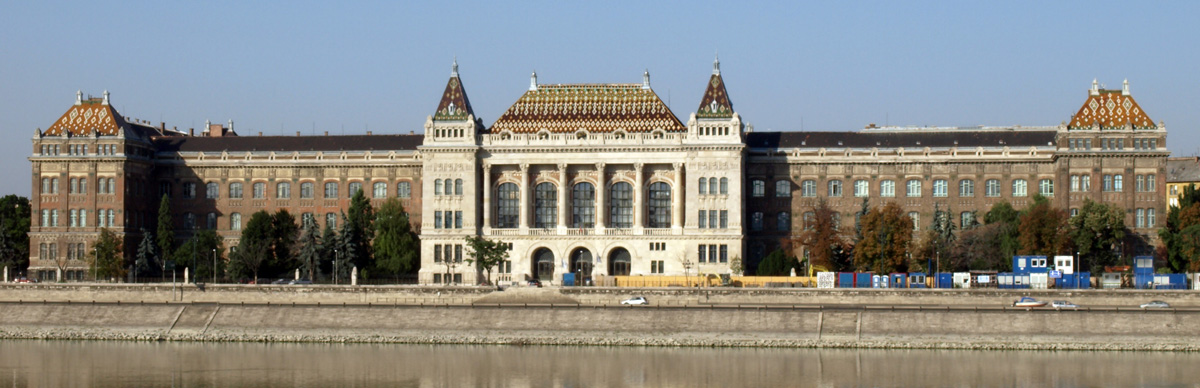
Budova Technické univerzity

Budapešť je sídlem více než tří desítek vysokých škol. Nejznámější jsou Univerzita Loránda Eötvöse (Eötvös Loránd Tudományegyetem, zkráceně ELTE, původně založená v Trnavě roku 1635 a do nynějšího působiště přenesená roku 1777) z rozhodnutí tehdejší rakouské císařovny Marie Terezie. Na této škole studuje okolo dvaceti pěti tisíc studentů.
Katolická univerzita Petra Pázmánye vznikla v roce 1992 vyčleněním z univerzity Loránda Eötvöse. Mezi další patří např. Korvínova univerzita v Budapešti (maďarsky Budapesti Corvinus Egyetem), Svatoštěpánská univerzita (s cca 12 tisíci studenty) nebo Hudební akademie Ference Liszta (maďarsky Liszt Ferenc Zeneművészeti Egyetem). Univerzita Semmelweis zde byla založena již v 18. století. 
V rámci Fakulty humanitních studií byl v roce 1782 založen Inženýrský ústav, který však v roce 1857 převzala Vysoká škola polytechnická a nakonec se roku 1871 stal součástí Vysoké školy technické.
V Budapešti sídlí také maďarská akademie věd.

## Kultura

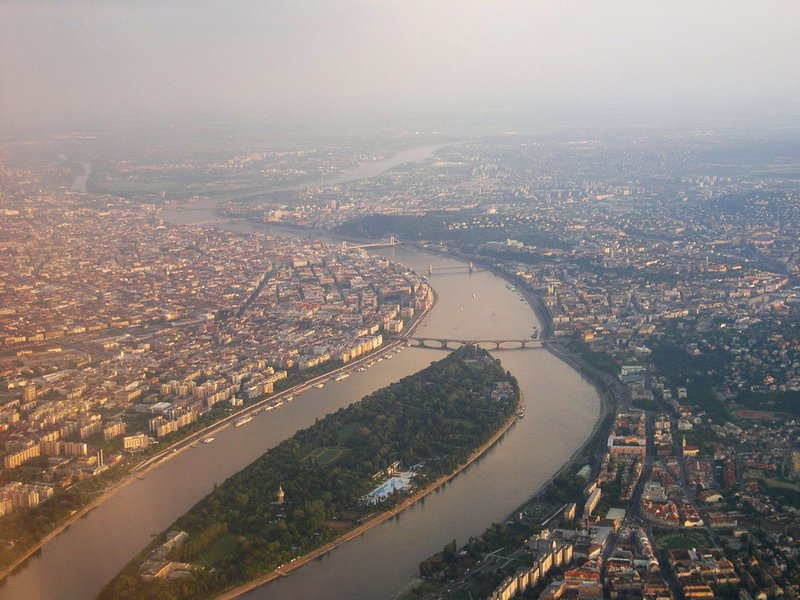
Letecký snímek Markétina ostrova

Budapešť je městem kultury, koncertů a umění. Nachází se zde přes šedesát muzeí, dvě opery, čtyřicet sedm divadel, šestnáct koncertních síní a sedm amfiteátrů. Je významnou turistickou destinací i z celoevropského hlediska.

### Kulturní instituce

#### Muzea
Hlavním muzeem v Budapešti je Národní muzeum (maďarsky Némzeti Muzeum), které se nachází nedaleko od náměstí Kálvin tér. V Budapešti sídlí také Etnografické muzeum (maďarsky Néprajzi Muzeum) Mezi další zajímavá muzea patří např. Dům teroru (maďarsky Terrorháza, připomínající období totality) nebo Poštovní muzeum (maďarsky Bélyegmúzeum), dále potom Muzeum výtvarného umění, kde se nacházejí sbírky děl evropských umělců ze všech období, včetně Albrechta Dürera, Francisca Goyi, Leonarda da Vinciho, Clauda Moneta a mnoha dalších. nebo Budapešťské historické muzeum. Má několik částí, mezi něž spadá Muzeum Aquincum, Hradní muzeum (na Budínském hradě) a Kiscelliho muzeum, a také své výstavní sály, turecké lázně Gül Baba, Lázeňské muzeum, Herkulovu vilu a středověkou židovskou modlitebnu.
Nápadnou střechu s tradičními keramickými taškami v různých barvách má Uměleckoprůmyslové muzeum (maďarsky parművészeti Múzeum). 
V roce 2022 byl v Budapešti otevřen unikátní Dům maďarské hudby od japonského architekta Sou Fujimota.
Mezi turisty je oblíbený a navštěvovaný také Memento Park, kde jsou umístěny sochy z období existence Maďarské lidové republiky, představující především představitele komunistické strany a dále významných postav dějin komunismu.

#### Divadla
Budapešť má čtyřicet divadel, dále sedm koncertních sálů a jednu operu. V létě kulturní nabídku obohacuje řada venkovních festivalů, koncertů a představení, které se často konají na nádvořích historických památek. Největšími divadelními institucemi v hlavním městě jsou Budapešťské operetní divadlo, které potom doplňují Divadlo Józsefa Attily, Divadlo Józsefa Katony, Národní divadlo (maďarsky Némzeti Színház), divadlo Miklóse Radnótiho, Pešťské divadlo a divadlo Vigadó v Budíně. Mezi místní divadla patří ještě v centru města sídlící scéna Istvána Örkényho. Roku 2023 bylo v centru Budapešti otevřeno nové divadlo Soul Stage 1.
Maďarská státní opera se nachází na Andrássyho třídě č. 22. Je součástí památek světového dědictví UNESCO (Andrássyho třída). Místní opera je jediná v Budapešti a je zapsána na seznam Opera Europa. Uskuteční se zde celkem 500 představení ročně, která navštíví až půl milionu diváků. Její budova byla navržena vídeňskými architekty v roce 1894. 
Ve městě se pravidelně pořádá divadelní olympiáda (maďarsky Színházi Olimpiát).

#### Galerie
Kromě více než 30 muzeí má kulturní centrum Maďarska mnoho malých galerií, z nichž většina se nachází v historickém centru (resp. v Pešti) a nebo okolo budínského hradu. Ve městě sídlí Maďarská národní galerie (maďarsky Magyar Nemzeti Galeria), od roku 1957. V Budíně se na ulici Lajos utca nachází ještě městská galerie.
Muzeum krásných umění na náměstí hrdinů představuje významnou instituci, která shraňuje historické obrazy a malby. Naproti němu stojí Palác umění. 

#### Knihovny
Mnoho knihoven má v Budapešti unikátní sbírky, například Széchényiho národní knihovna, která uchovává historické památky z doby před vynálezem knihtisku. Metropolitní knihovna Erwina Szabó představuje ústřední instrituci v této oblasti. Dalšími knihovnami jsou: Knihovna Maďarské akademie věd, Univerzitní knihovna, Parlamentní knihovna, Knihovna Centrálního statistického úřadu Maďarska a Národní knihovna zahraniční literatury. Ústřední knihovna Ervina Szabó byla založena roku 1904. Knihovna působí také při Maďarském zemědělském muzeu.

#### Náboženské stavby
Nejznámějším křesťanským svatostánkem v Budapešti je Baziliky svatého Štěpána – kostela zasvěceného prvnímu maďarskému křesťanskému králi (maďarsky szént István). Stavbu navrhl architekt Miklós Ybl. Na Budínském hradě je nápadný Matyášův chrám (postaven v druhé polovině 19. století). V podhradí v Budíně se nachází ještě kostel svaté Anny, zbudovaný v barokním stylu. Nejstarším chrámem (římskokatolickým) na pešťské straně města, je chrám Panny Marie na starém městě, často jen označovaný jako Staroměstský farní kostel (maďarsky Belvárosi plébániatemplom). Byl využíván již Turky, po skončení okupace potom byl rozsáhleji přebudován. 
Budapešťská velká synagoga je jednou z největších, ne-li největší v Evropě. Kromě toho se židovských svatostánků, které upomínají na kdysi početnou komunitu, nachází v maďarské metropoli více: např. Gyorgyho synagoga, Starobudínská synagoga nebo Synagoga Lva Frankela.

### Kulturní památky a pamětihodnosti města

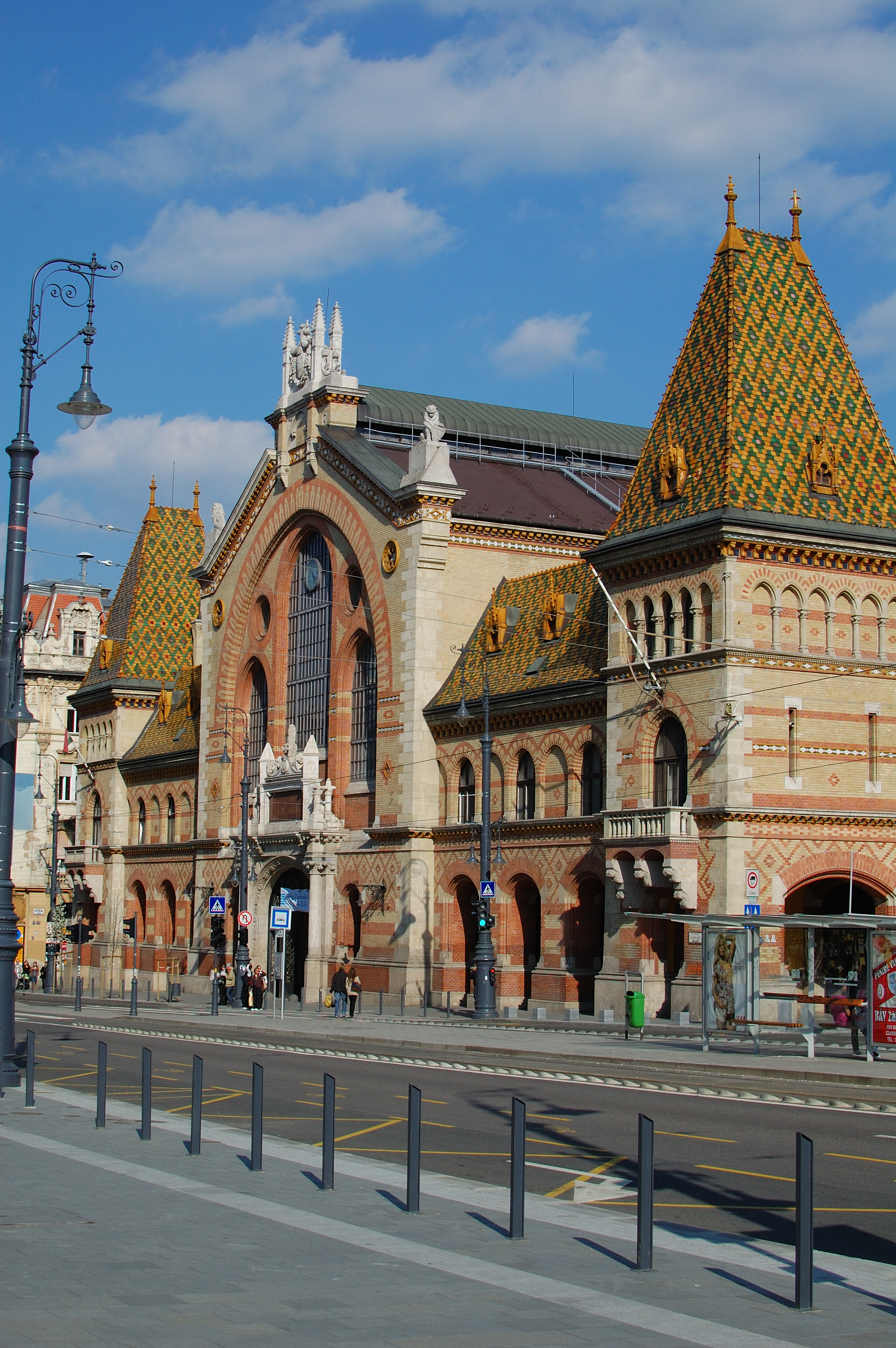
Budova tržnice.

Pravému, budínskému, břehu dominuje (od jihu) vrch Gellért (maďarsky Gellért-hegy) se sochou Svobody (maďarsky Szabadság-szobor), citadelou a sochou sv. Gellérta (Gerharda) v úbočí. Vrchol je obklopen po všech stranách až k břehu Dunaje parkem. Severně od něj na stejném břehu řeky se nachází hradní vrch Várhegy s mohutným královským palácem obehnaným kamennou zdí. O něco dále se proti obloze tyčí věže Rybářské bašty (zbudovaná roku 1905), doplněné novodobým hotelem Hilton. Pozoruhodné jsou i kostely pod Hradním vrchem.
Nejnápadnější stavbou levého, pešťského, břehu je neogotická budova Parlamentu (Országház), dostavěná v roce 1904, 268 m dlouhá a 96 m vysoká. Má téměř 700 místností a na jeho výzdobě se podíleli nejlepší umělci své doby v zemi. Je považován za jednu z největších vládních budov v Evropě. Již zmínění Miklós Ybl se také podepsal pod budovou Státní opery, jejíž budova vznikla v novorenesančním stylu v roce 1884.
Pozoruhodná je také hlavní tržnice (maďarsky Nagyvásárcsarnok), největší a nejstarší krytá svého druhu ve městě. Byla dokončena roku 1897 a nachází se poblíž mostu Svobody (maďarsky Szabadság híd).
Roku 1896 k oslavě tisíciletého výročí země bylo na severozápadním okraji tehdejší Pešti vybudováno náměstí Hrdinů (maďarsky Hősök tere). Náměstí zakončuje dva kilometry dlouhou Andrássyho třídu a je branou k městskému parku (Városliget). Nachází se na něm ikonický památník tisíciletí s významnými osobnostmi maďarských dějin. Okolo náměstí se nachází Muzeum výtvarných umění a Dům umění.
V centru Budapešti se dále nachází známá obchodní třída Váci utca (pojmenovaná podle města Vác severně od Budapešti). Ač se nejedná o rušnou třídu, je ukázkou měnících se architektonických stylů 19. a 20. století a také významným místem pro trávení volného času. V současné době zde sídlí např. módní obchody, ačkoliv obchodní třídou byla ještě za doby existence Maďarské lidové republiky. Upravená je jako pěší zóna. Dalším významným městským bulvárem je třída Nagykörút (Velký bulvár).
Jedním ze symbolů města je také parlament (Országház), který se nachází na náměstí Lájose Kossutha (maďarsky Kossuth Lájos tér) v severní části Pešti. Nedaleko od něj stojí známý řetězový most (Széchenyi lánchíd). Ten by měl být v roce 2023 uzavřen pro automobilovou dopravu.
Severně od středu města se na budínské straně nachází také již zmíněná archeologická lokalita Aquincum, která dokládá přítomnost stálého osídlení v prvních staletích našeho letopočtu. Další zajímavostí je také jeskyně Szemlő-hegy, nacházející se ve stejnojmenné části města.

## Zeleň, parky a životní prostředí

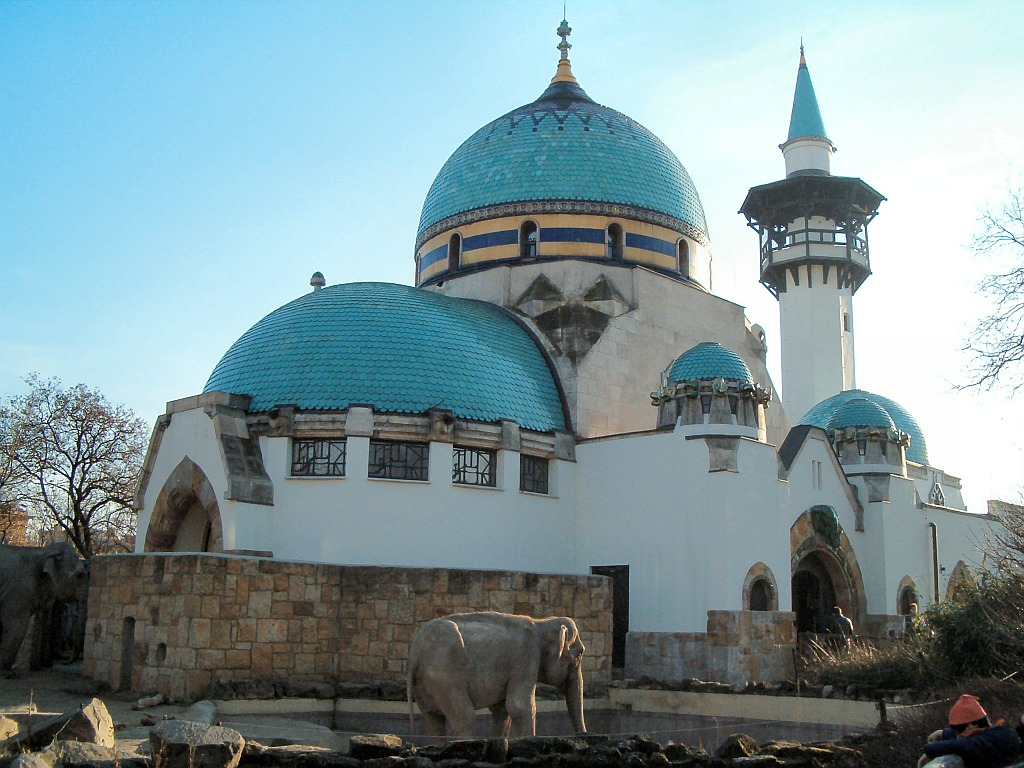
Sloní dům v ZOO Budapešť

Zhruba sedm procent území města je chráněno nějakým způsobem jako park, chráněné území nebo rezervace. Město má velký počet parků a lesů:
- Markétin ostrov (maďarsky Margitsziget) – celý ostrov je jedním velkým parkem. Veřejný je od roku 1908.[94] Nachází se na něm socha květiny, která byla odhalena v roce 1972 při stém výročí sjednocení města.[95]
- Park soch (maďarsky Szoborpark) – kam byly přesunuty sochy a monumenty socialismu a komunismu. Tyto sochy znázorňují Marxe, Engelse, Lenina a jejich maďarské následovníky.
- Park Népliget (Lidový park) – největší[96] ze všech Budapešťských parků se může pochlubit i planetáriem. Leží na jihovýchodním okraji města u stanice metra Ecseri út. |
- Orlí vrch (maďarsky Sashegy) – přírodní rezervace přímo ve městě. Kromě mnoha vzácných rostlin je jedinečná výskytem krátkonožky evropské. Leží dále od centra města.
- ZOO Budapešť v Městském sadu, s chráněnou částí bývalého zábavního parku Vidám park (do roku 2013 lunapark)[97]
- Városliget – Městský sad s velkým umělým jezerem. Uprostřed vody se tyčí kopie sedmihradského hradu Vajdahunyad. Byl postaven v roce 1896 při příležitosti tisícího příchodu Maďarů do vlasti.[98] Část je románská, gotická, nachází se zde i prvky renesance, či baroka. Každý pavilon nese kopie autentických detailů z nejvýznamnějších budov v zemi.
- Ostrov Óbudai sziget (Starobudínský ostrov), kde se každoročně koná festival Sziget.
- Severozápadně od středu města je zvlněná krajina předhůří Pilišských vrchů upravena jako řada parků a lesoparků. Je přístupná ze samotného města a směřuje sem také známá budapešťská ozubnicová dráha.

Budapešť je jediné velkoměsto na světě, ve kterém je více než stovka termálních pramenů a studní. Metropole stojí více méně na bublající půdě. Celkem 123 pramenů zde denně vychrlí více než 70 milionů litrů vody o teplotě 26–76 °C. Léčivé vlastnosti pramenů jsou různé, takže každé lázně se zaměřují na jiné choroby. Lázeňství má sice v Budapešti tradici již od dob turecké okupace, systematičtěji bylo rozvíjeno teprve ale až ve 20. století a od roku 1934 je Budapešť oficiálně i lázeňským městem.
Královské lázně, lázně Raitzen a Rudas jsou provedeny v římském, případně tureckém stylu, zatímco lázně Széchenyi byly zbudovány ve stylu neoklasicistním. 
Pro potřeby zásobování města vodou byl v letech 1972 až 1980 vybudován pod Gellértovým vrchem rozsáhlý rezervoár vody.

## Média
V Budapešti vycházejí všechny významné maďarské celostátní deníky, jako např. Magyar Hírlap nebo Magyar Nemzet, dále Népszabadság a Népszava. Mezi další noviny vydávané v Budapešti patří místní noviny Metro Budapest, anglicky psané Budapest Sun a Budapest Business Journal nebo německy psané Budapester Zeitung.
V Budapešti působí také maďarská veřejnoprávní rozhlasová společnost Magyar Rádió (MR) a televizní společnost Magyar Televízió (MTV). Rozhlasový dům lze nalézt v ulici Bródyho Sándora nedaleko Národního muzea. Právě tam došlo k prvním násilným střetům povstání v roce 1956, kdy se demonstranti pokusili dostat do budovy. V Budapešti mají sídlo rovněž i komerční televizní společnosti Duna TV a Hír TV.

## Sport

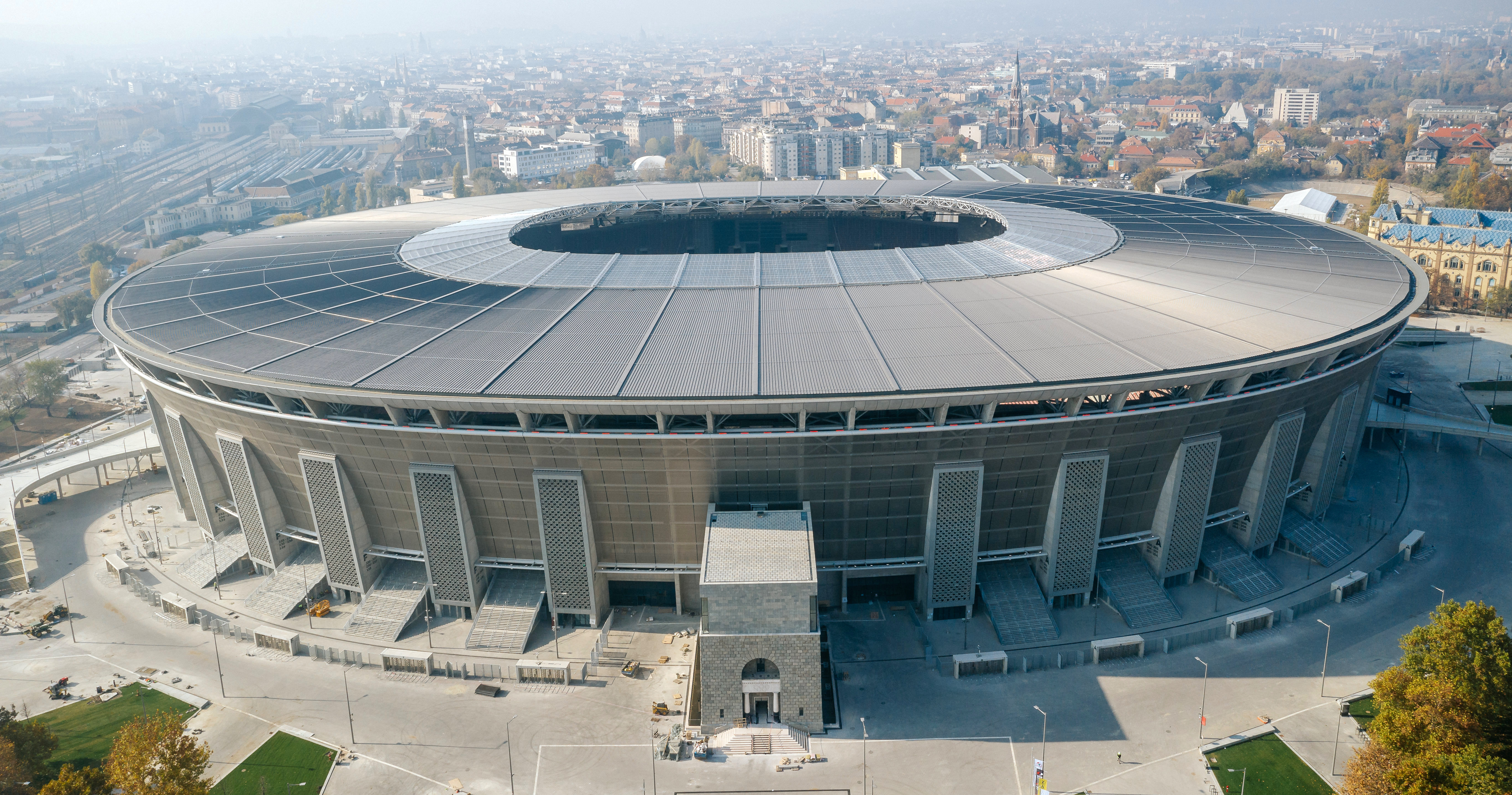
Zmodernizovaný stadion Ference Puskáse.

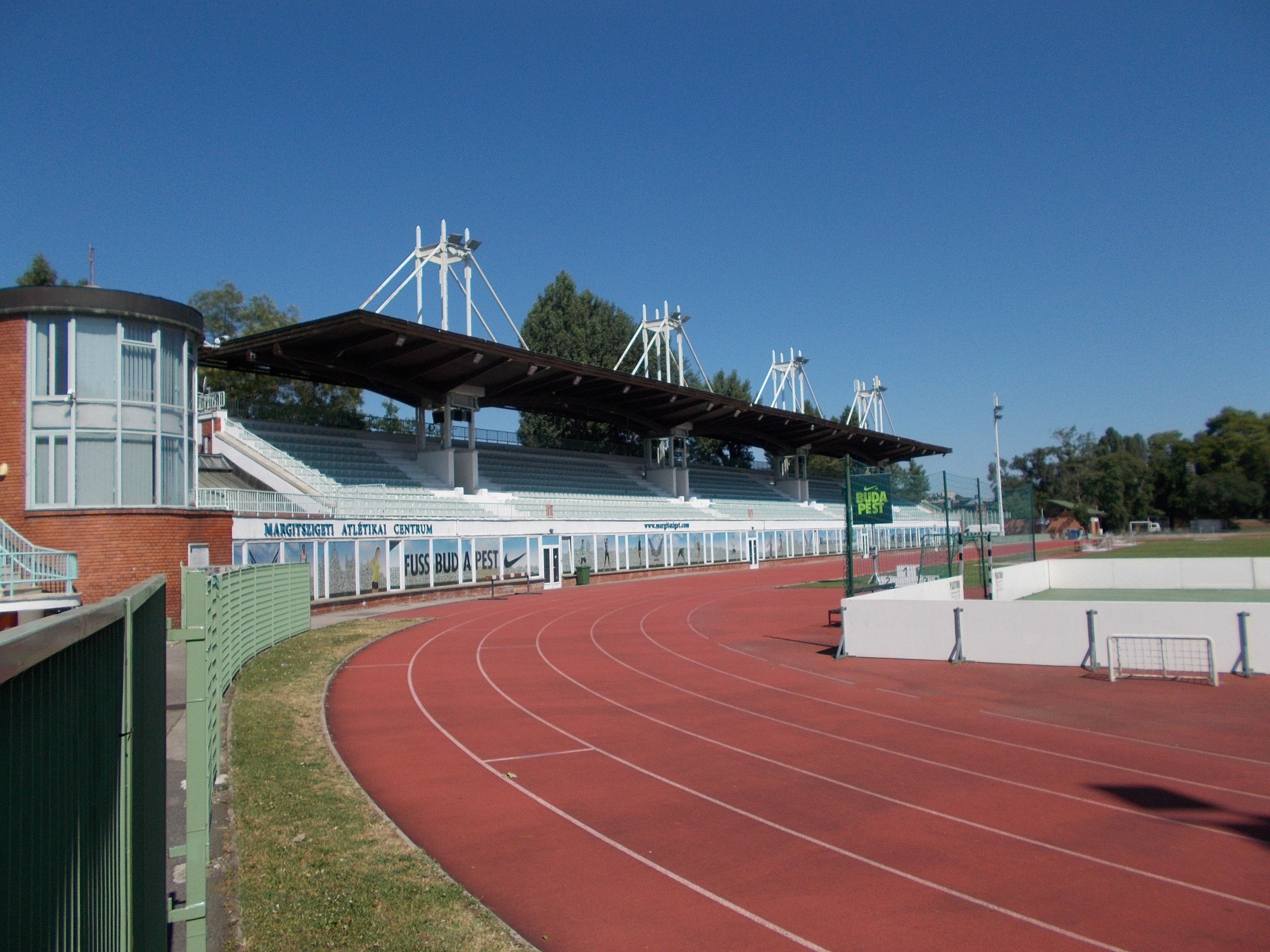
Atletický stadion na Markétině ostrově.

V Budapešti sídlí fotbalové kluby Ferencváros, MTK, Újpest, Honvéd, Vasas a Csepel.
Na závodním okruhu Hungaroring u města se jezdí od roku 1986 Formule 1 (Grand Prix Maďarska).
Tradičně vysoké postavení má Budapešť i v boxu. Od roku 1923 do roku 2003 se maďarská mistrovství konala téměř výhradně zde, od roku 2003 stále častěji v jiných městech země. Evropské mistrovství zde bylo pořádáno celkem třikrát.
Kopce severně a severozápadně od města jsou oblíbenými výletními destinacemi. Na břehu Dunaje jsou provozovány rovněž vodní sporty.
Budapešťský maraton a Budapešťský půlmaraton se konají každoročně od roku 1984, každého běhu se účastní několik tisíc běžců.
Město Budapešť podalo kandidaturu na pořádání letních olympijských her v roce 2024, nakonec ji ale stáhlo.

### Sportoviště
V Budapešti se nachází Stadion Ference Puskáse (dříve Lidový stadion, maďarsky Népsztadion). Dalším fotbalovým stadionem je ještě Stadion Rudolfa Illovszkého, celkem jich v maďarské metropoli lze nalézt pět. Stojí zde také největší krytá hala v Maďarsku, a to Papp László Budapest Sports Arena.

## Bezpečnost
Budapešť patří mezi nejbezpečnější evropské metropole z hlediska kriminality.

## Zdravotnictví
V Budapešti se nachází velký počet zdravotnických zařízení, například Národní ústav psychiatrie a neurologie v II. obvodu, Nemocnice svaté Markéty ve III. budapešťském obvodu, Dětská nemocnice Pála Heima v VIII. obvodu, univerzitní nemocnice Semmelweis (ve stejném obvodu), Národní onkologický ústav ve XII. obvodu. Výstavba dalších, větších zdravotnických zařízení je zvažována.

## Film
V první polovině 21. století se místní filmová studia stala oblíbenými u zahraničních filmových štábů. Natáčely se zde filmy, jako např. Blade Runner 2049, film série Vetřelec,, Duna, Black Widow a řady dalších.

## Osobnosti

### Rodáci
- Robert Capa (1913–1954), válečný fotograf
- Karol Divín (1936–2022), československý krasobruslař, olympionik
- Hedvika z Anjou (1374–1399), polská královna
- István Apáthy (1863–1922), biolog
- Harry Houdini (1874–1926), americký iluzionista
- Ján Kadár (1918–1979), slovenský režisér
- Ladislav Kubala (1927–2002), fotbalista
- John von Neumann (1903–1957), americký matematik
- Laco Novomeský (1904–1976), slovenský básník, publicista a politik
- Ernő Rubik (* 1944), tvůrce hlavolamů
- Ignác Filip Semmelweis (1818–1865), lékař
- George Soros (* 1930), americký finančník a filantrop

### Ostatní
- Ján Herkeľ 1786–1853), slovenský vlastenec, advokát a spisovatel
- Mór Jókai[85](1825–1904), maďarský spisovatel
- Adolf Schmidl (1802–1863), česko-rakouský pedagog, geograf, speleolog a spisovatel

## Partnerská města
- Ankara, Turecko
- Berlín, Německo (1992)
- Bukurešť, Rumunsko (1997)
- Dublin, Irsko (2006)
- Fort Worth, Spojené státy americké (1990)
- Frankfurt nad Mohanem, Německo (1990)
- Istanbul, Turecko
- Košice, Slovensko
- Lisabon, Portugalsko (1992)
- Madrid, Španělsko
- New York, Spojené státy americké (1991)
- Sarajevo, Bosna a Hercegovina (1995)
- Tel Aviv, Izrael (1989)
- Varšava, Polsko (2005)
- Vídeň, Rakousko (1990)
- Vilnius, Litva
- Záhřeb, Chorvatsko (1994)